# シャーリー・テンプル
シャーリー・ジェーン・テンプル （英: Shirley Jane Temple、結婚後はシャーリー・テンプル・ブラック、英: Shirley Temple Black：1928年4月23日 - 2014年2月10日）は、アメリカ合衆国のハリウッド俳優。身長157cm。
テンプルは1930年代のアメリカを象徴するスター俳優であった。フォックス・フィルム社の子役として登場した時、大物プロデューサーのサミュエル・ゴールドウィンは「シャーリーはいくつになっても素晴らしい才能を発揮するだろう」と語ったと伝えられる。その言葉どおり、女優、政治家、外交官、企業の社外役員など、6歳から85歳で亡くなるまでアメリカの名士であり続けた。なお、シャーリー・テンプル・ブラック大使 (英: Ambassador Shirley Temple Black)とも呼ばれた。2014年2月10日、カリフォルニア州サンフランシスコ市郊外のウッドサイドの邸宅で死去。

## 概説
アメリカで定着したシャーリー・テンプルのイメージは勤勉できまじめ、温かく優雅で品行方正な女性であり、伝説的な映画俳優としても著名な人物である。1930年代から60年代にハリウッド映画界で女優として活躍、特に1930年代に高い評価を得た。たった6歳で伝説的な天才子役と呼ばれ、またしばしばコカコーラや自由の女神と比較されるほど、国外でも知名度を得ていく。10代はアイドルとして芸能活動をつづけ、1950年、幸福な結婚をして映画界を引退。
テンプル自身は人生に「女優、母親、外交官の3つの時代があった」と述べており、映画界の人気スター、10年ほど3人の子供を育てるかたわらテレビ番組に出演した第2期、やがて第3の時期にあたる40代より外交官や数社の社外役員などを務めている。

## 経歴

### 家族

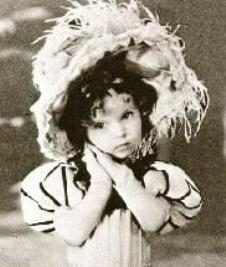
映画『Glad Rags to Riches』（1933年）の一場面

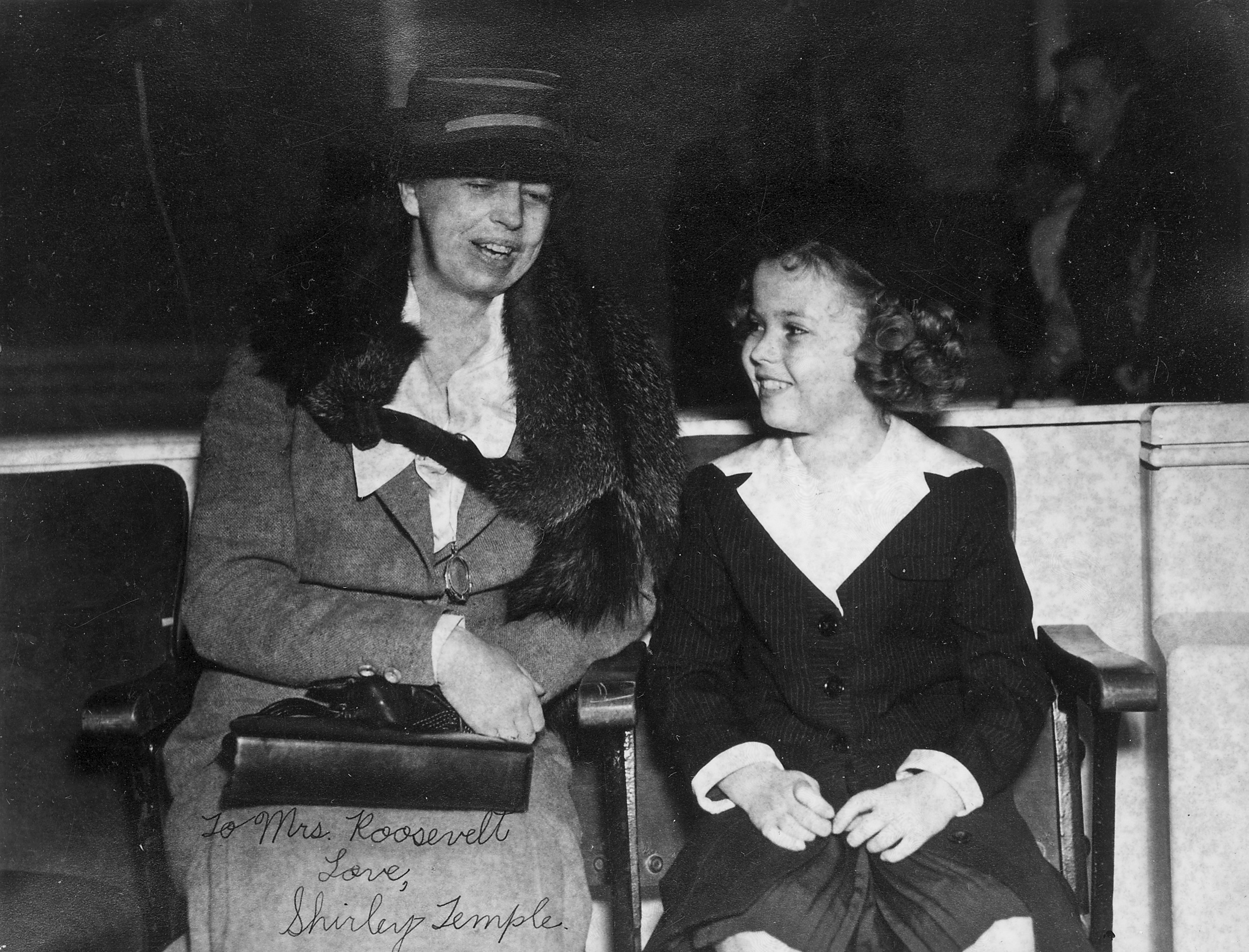
子役時代のシャーリー・テンプル（右）とエレノア・ルーズヴェルト大統領夫人（1938年）。アメリカ国立公文書記録管理局提供。写真は夫人にシャーリーが贈ったサイン入りのブロマイドで、実物は現在ルーズヴェルト大統領記念館に展示。

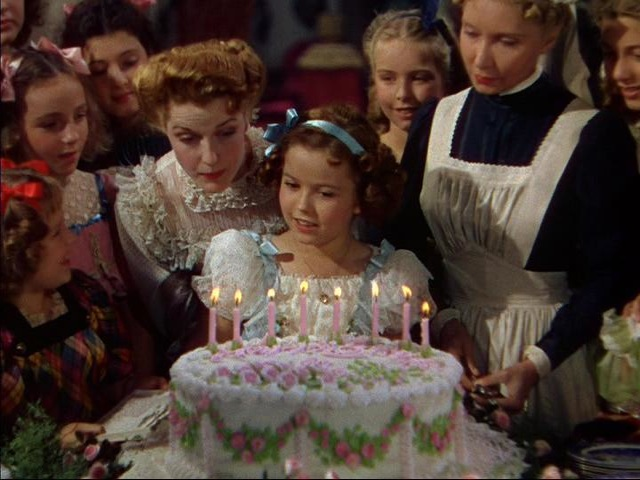
映画『テンプルちゃんの小公女』（1939年）の一場面

テンプル家は厳密にはペンシルバニア・ドイツ人が混ざった家系でありながら、ワスプに数えられた。一族はキリスト教の宗派の長老派清教徒で、代々医者か弁護士か銀行員を職業としてきた。清教徒には伝統的に実業を重んじ、演劇や映画を軽視する傾向があるため、シャーリーが少女スターになった時、一族の反応には複雑なものがあったと伝えられる。
父方の祖父は医師、父ジョージは銀行員（後に実業家）で、娘が生まれたとき当時の大手銀行30社のひとつカリフォルニア銀行のサンタモニカ支店長。
母方の祖父はドイツ系の宝石・時計商、母ガートルードは専業主婦である。
2人の兄はそれぞれスタンフォード大学と陸軍士官学校を卒業、FBIの幹部と海兵隊の士官を務めている。

### 生い立ち
1928年生まれ、カリフォルニア州サンタモニカの上品な住宅街で育つ。この州で人生の大半を過ごしており、清教徒らしく勤勉でまじめなうえ、いかにもカリフォルニア生まれらしい、明るく積極的な性格だった。
母親は妊娠中、音楽や美しい絵、きれいな風景に接して胎教につとめた。生まれてきた娘が赤ん坊の時からダンスと音楽に強い関心を示したという「シャーリー・テンプルの胎教」のエピソードは、アメリカではよく知られている。家庭は円満で両親に愛情を注がれて育つ。栄養を考えた食事、適度な運動と日光浴、規則正しい生活によって3歳までほとんど病気をしていない。既に10代だった2人の兄に手がかからなかったため、母親はもっぱらシャーリーの世話をして一緒に歌ったり踊ったりして過ごした。3歳の頃（1931年）、娘がダンスと音楽に強い関心を示すと母親はメグリン・ダンス学校（Meglin's Dance School）に入学させる。ちなみにジュディ・ガーランドもこの学校の卒業生。
目の色は茶色、髪の色は生後7歳ぐらいまで金髪、8歳ぐらいから赤みを帯びておよそ10歳の時には茶色になった。やがて大人になるとほぼ黒髪といっていい。

### 少女スター誕生
シャーリー・テンプルの映画の題名については混乱を避けるため、現在販売されているDVDのタイトル他もっとも一般的なものに合わせて記しておく。もちろんウィキペディアの日本語版では『小聯隊長』『テムプルの愛国者』など、戦前公開時の表記を当てるものもある。日本で公開されたときの題名はシャーリー・テンプルの出演作品を参照。
1932年から1933年にかけて出演した短編映画はユニバーサル映画社の下請けだったエデュケーショナル社（英語 Educational Pictures）が製作した喜劇のシリーズで、幼児だけが登場する「ベビー・バーレスク」（Baby Burlesks）やManaged Money（1934年・日本未公開）等、十本を超える。
フォックス・フィルム社（20世紀フォックス社の前身）に見出されると1933年に7年契約を結び『歓呼の嵐』に出演、準主役だが高い評価を受ける。次にパラマウント映画社に貸し出されて『可愛いマーカちゃん』の主役をつとめ、一夜にしてアメリカを熱狂させた。さらに『ベビイお目見得』も主演、この作品を見たフランクリン・ルーズベルト大統領は定期的に行うラジオ演説「炉辺談話」で「大不況のさなか、わが国民が映画で見るシャーリー・テンプルの笑顔に励まされ苦労を忘れることは素晴らしい」と全国民に向けて述べている。
6歳にしてフォックス・フィルム社の看板女優になったばかりでなく、映画会社の予測をはるかに超え、たちまちアメリカ映画界で最も人気のあるスターの座へと昇り詰める。一連の作品の成功は大恐慌下のメジャースタジオだったフォックス・フィルム社を倒産から救い、『輝く瞳』から『小連隊長』（1935年）へと次々ヒット作が生まれた。
シャーリーの持ち味は、生真面目で勤勉な性格である。映画の出演が決まると撮影が始まる前に必ず台本に載った登場人物全員の台詞を暗記し、台本には書き込みやマーク等は一切しない。決してNGを出さず一回の撮影で監督を満足させたことから、ジョン・フォードに「一回撮りのシャーリー」("One-take Shirley") と褒められるほどだった。決して遅刻をせず予定より少し早めにセットに入る几帳面さは成人してもそのままで、終生、時間に正確だった。
アメリカの国立機関ケネディ・センターは次のように称えている。
「シャーリー・テンプルには最初から映画のカメラに愛されるなにかがあった。輝く瞳に巻き毛、魔法のような存在感と溢れる魅力――そして驚くべき才能である。」
1930年代の5、6歳の子役で大人のプロダンサーでも難しいステップを楽々と踊り、正確な音程とリズムで難しい曲を歌い、気難しい批評家すら唸らせる絶妙な間合いで台詞が言えて自然な演技が出来る者は、彼女しかいなかったといえよう。映画監督のデイヴィッド・バトラーが「あの子と話をした者はみんな人柄に感動した」と語ったとおり、生まれつき人々を惹きつけ相手の心を明るくしてしまう強い魅力がシャーリーにはあり、どんな時でも快活で不機嫌そうにしたりすねたりグズったりしたことはない。1930年代に「世界最高のタップ・ダンサー」と言われた俳優ビル・ボージャングル・ロビンソンは、「神様はシャーリーを唯一無二の存在として創られた。あの子に続く者は二度と現れないであろう」と述べている。

### 少女スターとしての成功
『可愛いマーカちゃん』（Little Miss Marker・1934年・日本未公開）のころのこと。両親とホテルに滞在していると紳士が近づいてきて、この街のカトリック教信者を代表する者だと名乗り、シャーリーにメダルをあげましょうと声をかけた。シャーリーはおもちゃのメダルを集めていて、ほしいと答えると男性は彼女を抱き上げてホテルの大広間へと入っていく。両親とフォックスフィルム社の広報担当が止める間もなく、数千人の信者が集まる会場の真ん中を抜けると、シャーリーを連れてステージに上がりメダルを授与した男性は、何か挨拶をしてほしいと頼んだという。
両親もフォックスの担当者も真っ青である。まだ有名になるかならないかという時でもあり、こんな時どうふるまえばいいか誰も教えていない。たった5歳の子供になにができるだろうかと固唾を飲んで見守るほかなかった。すると、笑顔でメダルのお礼をして「大会が成功しますように」と述べ、「皆さんが大好きです」と投げキスで結んだという。心に浮かんだまま、しゃべったこの言葉に、大きな拍手は鳴り止まなかった。両親はホッと胸を撫で下ろし、ステージから降りるところを待ち構えていた担当者は感に堪えない様子で「君に教えなきゃならないことはもう何もない。いつだって自分をそのまま出せばいいよ」と言った。こうしてシャーリーはどんな時にも自然な自分を出すことで、アメリカのファンに感動を与え続けた。
そのころ受け取ったファンレターは週に4000通以上。同じ時期、アメリカで最もファンレターの多いスターである。たちまち週1万通を超えるとフォックス社はフルタイムの専属秘書を10人付けている。サインを求められることも多く、あるクリスマスの時期に母親とデパートに行ったところ、アルバイトのサンタクロースがサインをほしがったという。サンタクロースはほんとうにいると信じていたのに、このときからそう思わなくなったと後に語っている。
『可愛いマーカちゃん』公開の翌年、映画界であげた功績に対してアカデミー賞特別賞を受賞。初のトーキー映画を公開したワーナー・ブラザース、チャーリー・チャップリン、ウォルト・ディズニーについで4番目である。シャーリーはこのとき6歳、アカデミー賞のすべての分野における最年少記録は2015年現在も破られていない。午前1時半過ぎにようやく授賞の番が巡ってくると、大人でも仕事の疲れで眠いはずであるが、にこやかに受賞の挨拶を済ませている。ところがステージから降りて母親に「ママ、もう帰っていいの？」とささやいた声がマイクに拾われて会場に大きな音で流れてしまった。会場は爆笑に包まれ、やがてこんなに幼い女の子が疲れや眠気を全く表に出さないことを称えて拍手喝采を送った。
母のガートルードは映画デビューした娘にぴったりと付き添い、「映画界の悪い影響」を受けないように守った。フォックス・フィルム社も同じく保護が必要だと認め、撮影所内に専用の家とおもちゃを用意している。会社は他の子役や裏方と遊ぶことを禁じた。法律上、1日4時間しか働かせてはならないため仕事に専念させたがり、切実な事情として西部劇のウィル・ロジャースの事故死で看板俳優を失ったことからシャーリー・テンプル一人に社運を託すほかはなく、子役や裏方と遊ぶうちに病気や怪我をしないかとひどく用心した。成功を妬んだ他の子役の母親が硫酸を顔に浴びせようとしたり、毒入りのキャンディーを送りつけたりしてからはなおさらである。『輝く瞳』で共演した子役のジェーン・ウィザースとも友だち付き合いはなかった。撮影のとき、毎日シャーリーが彼女に物真似でからかわれ、撮影の本番では台詞を先回りして横で大声で言われ、とても演技がやりにくかったという理由による。ディック・モーア『ハリウッドのピーターパンたち』の中でジェーンは、シャーリーの母親のせいで共演は二度となかったと述べているが事実ではなかったらしく、1985年に全米に放送されたテレビ番組で自ら訂正した。
撮影所では仕事が4時間、勉強が3時間。1時間の昼休みにさえ名士の訪問を受けることもしばしばだった。帰宅は毎日4時か5時ごろで夕食まで近所の子供たちと遊び、最も親しかったのはナンシー・メジャーズ。夕食後はごく普通に遊んだりラジオを聴いたり、家のお手伝いをしたりして、寝る前には必ず次の日の撮影の準備をした。母ガートルードも会社も他の早熟な子役から悪い影響を受けて「品行方正な子供」というイメージに傷がつかないように心を配り、彼女は大人に守られ明るく品行方正に育った。
フォックス・フィルム社は20世紀映画会社と合併、1935年から20世紀フォックス となる。合併祝賀パーティの席上、ある脚本家が6歳のシャーリーを抱いて「高い高い」をしたところ、パーティの出席者全員、怪我をさせるのではと恐怖で凍りついた。そのとき両手で高く差し上げている少女は会社の全財産にも等しいと気づくと、脚本家は恐ろしさにめまいを起こして危うく彼女を取り落としそうになったという。
看板俳優の座を継いだシャーリーにはスタンドインが付き、マリリン・グラナス (Marilyn Granas) やメリー・ルー・イズライブ (Mary Lou Isleib) 等が務めた。初期の担当だったマリリンは1歳年上、以前にベビー・バーレスク作品（The Kid's Last FightやKid in Hollywoodほか）で競演した仲である。『ベビイお目見得』（Baby Take a Bow・1934年）や『輝く瞳』ほかのスタンドインを務め、やがてキャスティング・ディレクターに転身。メリー・ルー・イズライブはマリリンの後に付き、撮影所では他の子役から離されたシャーリーにとってただのスタンドインではなく、学友であり親友でもある。シャーリーは小学校入学の年齢になっても通学はせず、20世紀フォックスの撮影所で専任の家庭教師を付けられて数学年上の授業内容を勉強したという。6歳のときの知能検査でIQは10歳相当。12歳では155以上、「天才」の範疇に分類される評価である。
子役の少女は成長するとマーガレット・オブライエンやナタリー・ウッド、テータム・オニールのようにどこか影のある子供あるいはブルック・シールズやジョディ・フォスターなど妖艶さが売り物という性格づけがされる。しかしシャーリー・テンプルは20世紀のアメリカ映画唯一の大物少女スターとして、どこまでも純粋で無邪気で明るく、子どもらしい子どもを演じ続けた。

### ハリウッドの頂点へ
20世紀フォックスと契約以後、シャーリーが会社にもたらした興行収益は1930年代当時の金額で3000万ドル以上と言われる。1930年代、アメリカ映画界最高のスターであり、1935年から1938年まで4年連続で興行収益1位という歴史的な記録を打ち立てる。これは子役としては不動の記録であり1940年代に史上最高の5回を獲得したビング・クロスビーに破れるものの、女優でこの記録を抜き去る者は2009年にいたるまで現れていない。また他のスターは俳優業に一生を捧げ、その総決算として興行収益トップの座を手に入れるのであって、彼女のケースは10歳未満で易々と4回も取ると別の分野に転進して顕著な功績を挙げ、非常に際立っていると言えよう。なお20世紀フォックスを含む日本の一部の情報源にはシャーリー・テンプルの映画1作品あたりの出演料が100万ドルだと述べてあるがそれは完全な誤り。女優の映画1作品あたりの出演料が100万ドルになったのは1960年代、エリザベス・テイラーの『クレオパトラ』（20世紀フォックス）やオードリー・ヘプバーンの『マイ・フェア・レディ』からである。出演料トップのシャーリー・テンプルさえ、1930年代は10万ドルである。
この時期の代表的な映画作品には上述に続きファンの多いものが連続していて、一作ごとの成功の詳しい事情はシャーリーの自伝上巻pp.147-424を参照のこと。このうち『テンプルの福の神』と『農園の寵児』は公的機関であるアメリカン・フィルム・インスティチュート (AFI) が「ミュージカル傑作180選」（ミュージカル映画ベスト）に選んだ。また『輝く瞳』は正確に言えば準ミュージカルであり、イギリスのチャンネル4テレビが選ぶ「傑作ミュージカル100選」 (2003) の97位を占める。
この時期、ゲイリー・クーパーとスペンサー・トレイシー、キャロル・ロンバードとジャネット・ゲイナー、フランク・モーガンとライオネル・バリモア、アリス・フェイ、ランドルフ・スコット等、錚々たるトップスターと共演している。また世界最高のタップ・ダンサーといわれたビル・ボージャングル・ロビンソンとの共演は特筆すべきで、この二人はアメリカ史上初の黒人と白人のダンス・ペアである。彼女は共演した相手の中でロビンソンが最も好きだったと語った。
有名なユーモア作家アービン・コッブが「（子供たちへの）サンタクロースの最大の贈り物」と呼んだように、シャーリーは世界中の少女から熱狂的に支持された。アイデアル社（Ideal Toy Company）が発売したシャーリー・テンプル人形は爆発的な売れ行きを示し、シャーリー・テンプルにちなむ少女向け子供服やアクセサリーも飛ぶように売れ、アメリカ・ヨーロッパ・日本だけでなく文字通り世界中の少女たちがこういう商品を欲しがった。その陰でシャーリーは何度か誘拐事件がらみの脅迫を受けたり、気のおかしい女性から射殺されそうになったりしたが、いずれも間一髪で難を逃れた。
1937年にニューヨーク・タイムズはシャーリーを「アメリカ国民の天使」に選出。同じ年に『テンプルの軍使』が撮影され、ガッツを見せて長くジョン・フォード監督に高く評価された。後にフォードは彼女の長女の名付け親にもなる。『テンプルの軍使』については大物小説家のグレアム・グリーンが9歳のシャーリー・テンプルに中年男性の観客は欲情を感じるという趣旨の批評を書き、イギリス世論の怒りと20世紀フォックスの告訴を招いた（この件に関しては後述の「グレアム・グリーン事件」を参照）。
1939年の『オズの魔法使』のドロシー役もシャーリーが演じる予定だった。非公式にメトロ・ゴールドウィン・メイヤーがカメラテストをして衣装をつけて主題歌を歌わせてみたところ出来が素晴らしく、ルイス・メイヤー社長は彼女以外にこの役を演じられる者はないと惚れ込んだ。しかし20世紀フォックスとの話し合いがつかず、結局ジュディ・ガーランドに役が回った。
だがシャーリー個人の語る降板理由は、アシスタントプロデューサーのアーサー・フリードがまだ12才だった彼女が一人でフリードの部屋に面接に入った時に、彼は下半身を出して陰部を見せ付けたというセクシャルハラスメントがあったことが原因だと自伝で明かしている。
フリードは女優相手に「キャスティング・カウチ（セックスをした相手に役や契約を回すこと）」を頻繁に行う悪名高い人物であった。
フリードのような倫理観に乏しい人物の魔の手を逃れたシャーリーは、もはやただの少女子役にとどまらず、「アメリカン・イノセンス（無垢なアメリカ）」の象徴となった。

### 無垢なアメリカの象徴
アメリカ国内外の名士が頻繁にシャーリーと顔を合わせた1930年代、フランクリン・ルーズヴェルト大統領と社会運動家のエレノア夫人はじめ、アインシュタインからH・G・ウェルズ、フーバーFBI長官まで、政治家や著名人と知り合う。ルーズヴェルト大統領就任式（1933年）では膝に乗り「ハッピーバースデートゥーユー」を歌って新しい大統領の誕生を祝っている。
人気がどれほど過熱したか伝えるエピソードは数え切れない。雑誌やニュース映画に毎号、大きく取り上げられ、旅先のボストンで熱を出して寝込んだときなど、新聞各紙の一面トップに大見出しが踊り、テレビでは相次ぐニュース速報。宿泊先のホテルは病状を案じる1万人以上もの大群衆に囲まれてしまう。また1935年12月に家族旅行でハワイを訪れたおりには、シャーリー・テンプルの姿を一目観ようと行く先々に押し寄せた人々が10万にも達したという。ハワイ到着予定の日、州内の公立学校が臨時休校になる騒ぎだった。彼女の言葉は頻繁に新聞の見出しに取り上げられ、「シャーリー・テンプル語る 喫煙は悪い習慣」、「シャーリー・テンプル ムッソリーニに占領地エチオピアから退去を命令」などと書き立てられた。
明るく健気、楽天的で清楚というイメージのシャーリーは国民の誇りであり、また大恐慌に直面する人々の心の支えとなる象徴的存在となった。作家のアン・エドワーズはほぼ同世代のエリザベス英国王女（後のイギリス女王）と対比させ、シャーリーはある意味「アメリカの王女」であり「敬意をもってうやうやしく」扱われたと述べている。実際、1930年代以来「アメリカのプリンセス」と呼べる存在がいるとすればシャーリーをおいてほかにないと言われてきた。初めて表紙を飾った『ライフ』誌1938年7月11日号
には既に「プリンセスさながらの独得の地位を自然に受け入れている」という記述がある。

### 少女スター時代の映画について
ケネディ・センターは「子供のとき、彼女は歌とダンスでアメリカ的精神を体現し、アメリカ人に計り知れないほどの喜びと希望を与えた」と述べている。少女スター時代に出た映画は家族向けで、『足長おじさん』や『小公女』、『少女レベッカ』など人気の少女小説の映画化が多い。ヒロインはたいてい当時の児童文学のパターン通り明るく健気な孤児の少女という設定である。また多くの作品はディズニーの長編アニメと同様にミュージカル仕立てで、当時の英米の児童劇の伝統に則ったものである。
ミュージカル作品はシャーリーの映画の呼び物の一つで歌い手として魅力的であり、さらに踊り手として非常に優れたタップダンサーで、フレッド・アステアやエレノア・パウエルと並ぶ1930年代を代表する大スターに加えられる実力の持ち主だった。『歓呼の嵐』と『ベビイお目見得』でジェームズ・ダンと共演、『テンプルちゃんお芽出度う』ではピアノの上でソロで踊ってみせ、『小連隊長』や『テンプルの愛国者』と『農園の寵児』で組んだ相手はビル・ロビンソン。『テンプルの灯台守』の踊りの相手はバディ・イブセン、『テンプルの福の神』で共演した相手はアリス・フェイとジャック・ヘイリーであり、『テンプルの上海脱出』でフレッド・アステア人形と踊り、『天晴れテンプル』でジョージ・マーフィとの踊りが有名である。
劇中歌は『輝く瞳』で歌った「こんぺい糖のお舟」（On the Good Ship Lollipop）が特に有名で大ヒットし、その後、彼女のテーマソングになる。劇中で歌われたものはヒット曲が多く、たとえば『テンプルちゃんお芽出度う』で歌った"Animal Crackers in My Soup"（Animal Crackers in My Soup）、『テンプルの愛国者』の"Polly Wolly Doodle"、『テンプルの福の神』から"Oh, My Goodness"、『テンプルの灯台守』は"At the Codfish Ball"、『テンプルの上海脱出』"Goodnight, My Love"（Goodnight My Love）、『農園の寵児』で歌った"An Old Straw Hat"である。2009年現在においても彼女の歌は愛され、欧米でCDの全集と選集を発行し続けている。アメリカの小学校の音楽の教科書に載り、幼稚園でも歌わせている。

### 少女スター時代をめぐるシャーリーの思い
ほとんどの子役スターは、ハリウッドの子役時代に対して何らかの心の傷を抱えている。しかしシャーリーは、ハリウッドという危険な虎の穴に入って、その体験を楽しみ、けろりとして無傷で出てきたほとんど唯一の存在だった。その時期を振り返り、おごることなく慎ましやかに語っている。
「私は最高の子供時代を過ごした。神話や小説とかの素晴らしい物語を読んでもらう代わりに、実際に物語の中で生きることが出来たのだから。幼い頃母は雑誌や新聞に私の記事が載ると、私の目に触れないようにしていた。後に、もし読みたいなら読んでもいいと認められたのだが、二、三の記事を読んだだけで止めてしまった。確かに私について書いてはあるものの、他の人が作り上げたシャーリー・テンプル像で、たいていは理想化してあったからだ。私はプリンセスではないし女神でもないし、なりたいとも思わない。最高の人生を送ってきたのは運がよかったのだし、映画で人々に喜びをもたらしたと思いたい。その反面、チャンスがまわってきたのは運命つまりタイミングのいたずらだと感じている」。

### ティーン・アイドル・スター
やがて思春期になると子役として微妙な時期にさしかかる。本来は13歳で中学校へ進むところ、成績優秀のため12歳でアメリカ最難関の私立中高一貫校（プレップ・スクール）の一つに飛び級で入学。したがって高校卒業は18歳ではなく17歳である。学校はウェストレイク女子校（Harvard-Westlake School）といい、多くの優れた人材を送り出すことで定評があった。授業が始まると夏休みだけ映画の撮影にあて、残りの時期は学業に専念し始める。主演作『青い鳥（1940年リメイク版）』のプレミア試写会に出席して舞台挨拶と記者会見をするように会社に命じられても校長の許可が出なかったと仕事を断わり、20世紀フォックス幹部を唖然とさせた。

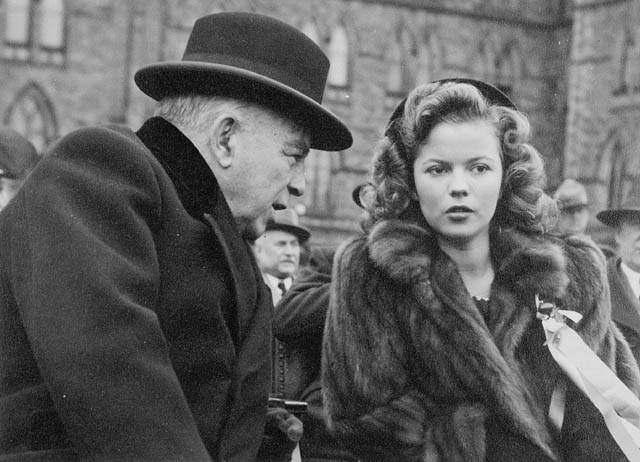
1944年、第12代カナダ首相ウィリアム・ライアン・マッケンジー・キング（William Lyon Mackenzie King）と（ティーン・アイドル・スター時代）。

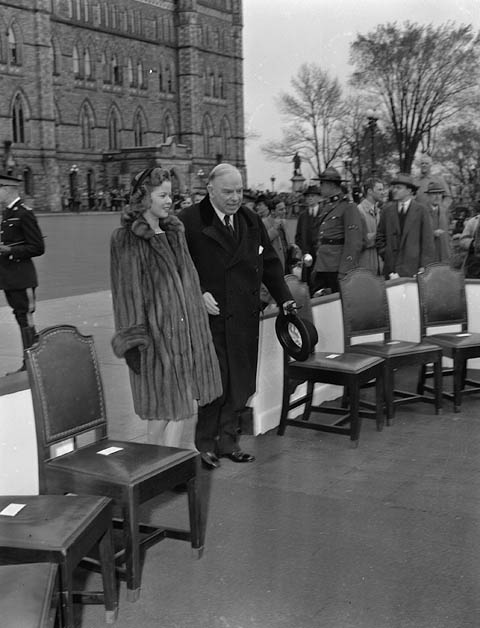
1944年、カナダ首相キングと。

20世紀フォックスの最後の2作品『青い鳥』と『ヤング・ピープル』は興行的に赤字である。『青い鳥』はMGMの『オズの魔法使』の大成功を受けて急いで作られ、大作だが脚本の象徴主義が時代を先取りしすぎて観客には理解できない部分があった。さらにグリム童話の雰囲気を出そうと衣装や小道具をドイツ風にしたところ、おりしもナチス・ドイツのポーランド侵攻が勃発し観客の不興を買い、脚本もシャーリーのイメージと大きくずれていると受け取られる。『ヤング・ピープル』も筋立てがひたすらセンチメンタルでお粗末である。ただし彼女の回想録によれば『青い鳥』は1970年代になって再評価の動きがあったという。
フォックスからMGMに移っても在籍は10か月ばかり。1940年代のMGMは、『オズの魔法使』にシャーリーの出演を切望した1930年代とは大きく様変わりしていた。かつて売り物はルイス・B・メイヤーとアーサー・フリード、ロジャー・イーデンスのラインで製作されたミュージカルだったが、彼女が加わったときはすでにルイス・B・メイヤーの子飼いのジュディ・ガーランド（『若草の頃』）やキャスリン・グレイソン（『錨を上げて』）やラナ・ターナー（『美人劇場』）の全盛期であり、13歳の新参者にはグレイソンが断った低予算で脚本にも魅力のない『キャスリーン』(Kathleen) が回ってきただけである。もっとも子役とティーンの中間の時期、なかなか合う企画がなかったとも言えるかもしれない。移籍先のデヴィッド・O・セルズニックのプロダクションは一切ミュージカルを作らなかったため『キャスリーン』が最後のミュージカル作品である（シャーリーの自伝下巻pp.99-127も参照）。
プロデューサーのデヴィッド・O・セルズニック（『風と共に去りぬ』他）のプロダクションはアメリカで最高の品質の映画を作ると定評があった。当時はユナイテッド・アーティスツ映画社と密接な関係にあり、同時にどの映画会社とも取引があった。セルズニックはジェニファー・ジョーンズと大恋愛の最中で一番よい娘役（たとえば『ジェニーの肖像』や『聖処女』）はジェニファーに回る。シャーリーも映画界でたった数人のティーン・アイドルの一人として立派に成功をおさめていく。セルズニックのもとで撮った作品はすべて黒字である。
ただし品が良すぎ、皆から愛される天真爛漫なティーンは上手に演じられてもセクシーさやダークな面はどうしても出せない。役柄は極めて限定されて「明るい健全な夢見るティーン」タイプ。1930年代に無垢なアメリカの象徴になったためそういう役は演じにくかったことも事実で、観客はセクシーなあるいはダークなシャーリーを見たいとはどうしても思わなかっただろう。ワーナー・ブラザースに貸し出し中に撮った『That Hagen Girl』（1947年・日本未公開）の台本に相手役のロナルド・レーガン（後のアメリカ大統領）から「アイ・ラブ・ユー」と言われる台詞があったところ、イメージにそぐわないと判断してその台詞を削らせたほど、ワーナー・ブラザースは気をつかった。品行方正なスターという評判はとても高く、有名なゴシップ記者でスターのスキャンダルを暴くルエラ・パーソンズやヘッダ・ホッパーですら常に賞賛したほどである（このふたりはジュディ・ガーランドの薬物依存、ディアナ・ダービンの「不倫」等をスクープした）。
ティーン・アイドル時代、彼女自身が最も気に入た作品はコメディ『接吻売ります』(Kiss and Tell) だったという。

## 映画界を離れて

### 最初の結婚
女子校を卒業した17歳の1945年、同級生の兄でシカゴの大手食品加工会社社長の孫、ジョン・エイガー軍曹というハンサムな青年と結婚する。婚約が決まるとアメリカ議会で祝福の演説がなされるほど、この結婚は第二次世界大戦にまつわるさまざまな出来事と共に終戦の年に最も多く報道された事柄だった。
ところが夫は人格に問題があり一児をもうけてからも連日、家を空けて酒に溺れ浮気をした。家に戻るとシャーリーに罵声を浴びせ続けた。この夫はのちに脇役俳優になり芸能界入りした。シャーリーは1949年、ハリー・トルーマン大統領の就任式で舞踏会の主賓をつとめる。翌1月に離婚。別れたジョンは離婚後も素行が悪く、数年後には常習的な飲酒運転で数か月投獄されている。また２番目のモデル出身の妻と再婚する際、酔っぱらった状態で結婚式場に現れたので、牧師が彼の酔いが少しさめるまで挙式を拒否するというスキャンダルを巻き起こし先行きが不安視された。そして再婚後も彼は飲酒運転で数回逮捕され、俳優の仕事を干された時期もあったが、２番目の妻が献身的に彼を支えアルコール依存症から更生させ、亡くなるまで49年間添い遂げた。エイガーは低予算映画の主演で復活し、テレビドラマの仕事にも恵まれ晩年まで活躍した。
離婚が決まるとセルズニックからティーン・アイドルは卒業して、ほんものの大人の女優を目指すべきだとアドバイスされ、何年かイタリアに行ってリアリズム映画の演技を本格的に勉強するようにとまで勧められた。しかし旅行先に選んだハワイで好青年のチャールズ・ブラック海軍少佐と、まるで映画のような運命的な出会いをする。パーティーで視線を交わしたふたりは、おたがいに一目ぼれをしてしまった。セルズニックとの契約は1950年10月で終えた。

### 幸福な結婚
1950年12月に、22歳で結婚歴のないチャールズ・ブラック（英語：Charles Alden Black）海軍少佐と再婚する。この結婚にあたってFBI長官ジョン・エドガー・フーバーは前回の結婚の轍を踏ませないよう、部下に結婚相手の素行を調査させた。彼女はFBIから非常によい報告を受けたという。
ブラック家は先祖が1620年にメイフラワー号でイギリスからマサチューセッツへ移民してきた、清教徒の名門だった。チャールズの父はアメリカ最大手に数えられるパシフィック・ガス電気会社会長で、チャールズは次男。地元カリフォルニアでは指折りの資産家の生まれでしかも独身だとよく噂の種にされた。アメリカ最難関の中高一貫私立男子校（プレップ・スクール）の一つで全寮制のホッチキス校 (en:The Hotchkiss School) からスタンフォード大学に進み、ハーバード大学大学院でMBAを取得、第二次世界大戦の徴兵で海軍情報将校に任命される。二人が知り合った頃は予備役であり、パイナップル栽培加工で有名なドール社の社長室付だった。結婚すると海軍に戻り1951年5月に中佐としてペンタゴンに赴任するため首都ワシントンへ転出。数年して退役するとテレビ会社アメリカン・ブロードキャスティング・カンパニー（ABCネットワーク）の幹部を経てスタンフォード研究所の財務担当理事に就任、同研究所を退職後はアンペックス社の副社長から牡蠣・鮑・鮭の養殖に転じてマディーラ社を起業する。社長業と並行してサンタクララ大学の評議員に選ばれた。海洋学の専門家でもあるチャールズはタイタニック号発見にも貢献。また世界最高の超エリート会員制クラブ「ボヘミアンクラブ・オブ・サンフランシスコ」の会員でもあり、趣味はサーフィンで結婚前は毎日のように海に通っていたという。
二人の結婚は「おとぎ話のような結婚」として注目された。彼女は彼が当時のアメリカで指折りの裕福な一族の生まれと知らず、勉強と軍務とサーフィンに明け暮れた彼は12歳からずっと映画を見なかったため彼女がシャーリー・テンプルだと分からず、そんな二人の恋が成就したからである。
結婚直後、女優と結婚したことを理由に夫チャールズが社交界名士録から名前を消される事態がおきる。アメリカの上流社会では演劇や映画を軽視するという清教徒の伝統がまだ強く、結婚相手が俳優の場合は社交界から締め出すという規則があった。国の誇りとまで言われ、上品さで有名な映画スターのシャーリーでさえ、例外ではなかった。夫は社交界名士録から名前を外されたことなど気にしなかったが、1950年12月に妻は22歳で映画界を引退。その3年後の1953年に1歳年下のオードリー・ヘプバーンが、『ローマの休日』で映画デビューをしたことを思えば、あまりにも早い引退だったと言えよう。それ以後、上流階級という言葉を使うことを彼女自身は嫌っても、富裕層の一員としての生活が2014年に至るまで続いた。
ワシントンへ引っ越したシャーリーはやがて室内装飾の趣味が高じて1954年にインテリア・デザイナーの資格を取り、仕事をしようとしたことがある。富裕層の個人の邸宅を対象にすることから、アメリカの上流階級の女性は当時よくこの分野で働いていた。その時の名刺には旧姓「テンプル」は入れず、「インテリア・デコレーター、シャーリー・T・ブラック」とだけ記しており、仕事を始めたばかりなのに相当な問い合わせがあったという。ただし初めて仕事先の邸宅に出向いたところ、シャーリー・テンプルに興味津々の女性が何人も待ち構えていたので、回れ右をして引き返すとそれきり仕事は辞めてしまった。
二人は非常に仲むつまじい夫婦で、シャーリーは子供が3人いる専業主婦として子育てに専念した。義理の父はドワイト・アイゼンハワー大統領と親交があり、シャーリーと夫チャールズも大統領と親しくなる。彼女は後に、歴代の大統領で一番好きな人物としてアイゼンハワーの名を挙げている。

### テレビ出演

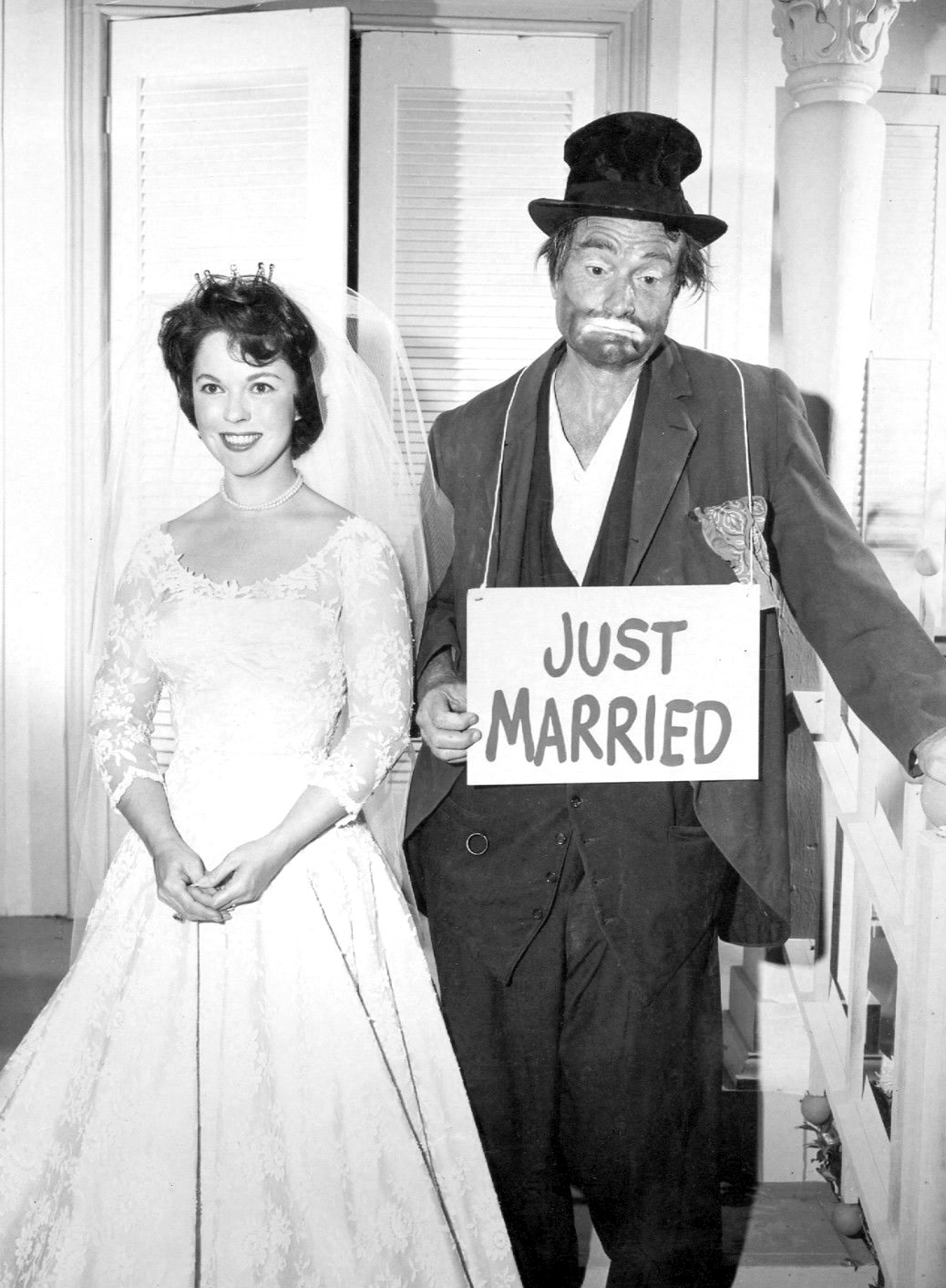
NBCのテレビ番組、『スケルトン大笑劇場』（1963年9月6日放送）

夫の海軍退役を機に1954年にカリフォルニア州へ戻り、サンフランシスコ郊外アサートンで日本風庭園のついた家に落ち着くと1961年まで暮らす。つぎの引越し先は近くのウッドサイド (英語:Woodside)、テューダー朝風の邸宅だった。
末娘が3歳になってあまり手がかからなくなると、1958年から1961年にかけてNBCのテレビ番組に出演する。一流のスターをゲストに招く子供向け番組の司会兼ナレーターである。多額の予算をかけた『シャーリー・テンプル・ストーリーブック』（1958年・英語：Shirley Temple's Storybook）と『シャーリー・テンプル・シアター』（1960年・英語：The Shirley Temple Show）の両シリーズに出演する契約の条件には、主婦として子育てをメインに据えるため一か月の拘束時間は最長3日に限ることが盛り込まれた。29歳から31歳の時期にあたり、優しい声と清楚な雰囲気は子供向け番組の司会にうってつけで視聴率は高かった。
その後もNBCのテレビ番組「The Red Skelton Show (英語)」 などにゲスト出演する。
やがて1999年にはアメリカン・フィルム・インスティチュートの選ぶ「映画スターベスト100」（CBS特別番組）で総合司会を務め、さらに自伝に基づく映画 『シャーリー・テンプル物語』（ウォルト・ディズニー・カンパニー）（2001） を監修した。

### 第2波、第3波のブーム
アメリカの子供向け番組の開始にあわせてゴールデン・アワーに繰り返し放送された番組がある。『シャーリー・テンプル・フェスティバル』という題で人気絶頂だった1930年代の映画を見せ、毎回高い視聴率を得た。人気に導かれて第2波のブームが起きると、デザインを変えたシャーリー・テンプル人形（アイデアル社）、『ベビイお目見得』でシャーリーが着た水玉模様の服にそっくりの子供服ほか、彼女の名前を冠した少女向けの服飾品やアクセサリーが再び売上を大きく伸ばし、さらに絵本やぬり絵も加わった。人形は発売6か月で30万体、絵本のシリーズは3か月で22万5000冊を売り上げた。夏休みやクリスマス休暇、イースター休暇には少女スター時代の作品をテレビで放送するのが恒例になっていく。
子役時代の出演作が1980年代にすべてカラー化されるとディズニー・チャンネルで放送するたび高視聴率で、ビデオやLDも人気を集めた。第3のブームである。シャーリー・テンプル人形はまたも大ヒット。テレビ放送を引き継いだフォックス放送は来る年も来る年もクリスマス当日にシャーリーの映画を放映、彼女の誕生日には恒例の特集番組を見せた。すると放送日前後に20世紀フォックス版DVDの売れ行きが伸びたという。テレビ番組『大草原の小さな家』シリーズで人気子役だったメリッサ・ギルバート（1964年生まれ）も大ファンで、毎日ビデオを見てはシャーリーに合わせて歌ったり踊ったりしたと2005年に語っている。アメリカ人は成長過程のどこかで必ずディズニーのアニメ、1939年の映画『オズの魔法使い』、シャーリー・テンプルの映画に接するという。小さなファンはあらわれ続けた。
子役時代の映画は家族向けのDVDとして世界中で発売されている。子供にも理解できるように音声を吹き替えた各国語版にはイタリア語・スペイン語・チェコ語・中国語・デンマーク語・ドイツ語・ヒンディ語・フランス語・ロシア語がある。ただし、日本向け商品だけは例外で日本語音声はなく字幕のみである。

### 財政状況
シャーリー・テンプルが得た収入の高さは伝説として語り継がれている。
1937年を例に挙げよう。この年のアメリカ成人の平均年収は860ドル、彼女のスタンドインを務めた親友のメリー・ルー・イズライブは週給50ドルだった。映画俳優の出演料第1位はシャーリーで30万7014ドルである。大物俳優と比べてみよう。
- クラーク・ゲーブル 27万2000ドル
- グレタ・ガルボ 27万ドル
- フレッド・アステア 26万6837ドル
- スペンサー・トレイシー 21万2000ドル
- ジンジャー・ロジャース 20万8000ドル

制作陣はというと、プロデューサーで脚本家のダリル・ザナックは26万5000ドル、同じくセルズニックが10万6000ドルだった。ふつう俳優は映画会社からの報酬を除くと副収入はほとんどなく、それでも大恐慌下のアメリカで最も豊かな層に属していた。その点、シャーリーにはそれに加えて人形等の商品からライセンス料450万ドルがあり、映画会社から受ける出演料のじつに約15倍に相当する。こうして見ると1930年代、彼女がどれほど図抜けて裕福な存在だったか明らかだろう。
年代順に映画会社から受け取った収入を並べた場合である。
1932年 The Red-Haired Alibi 50ドル（端役・撮影は2日間）
1932年 Kid in Hollywood 週休150ドル
1934年フォックス・フィルム社と契約
- 『歓呼の嵐』週給4150ドル
- Pardon My Pups 週給1000ドル、契約金3万5000ドル（受け取りは契約終了後）
- 母ガートルードの手当ては週250ドルに昇給

1936年 『テンプルの福の神』 週給1万5000ドル、契約金5万ドル
20世紀フォックスと契約が終了しセルズニックと契約すると、1944年から1年の試用期間が始まり、『君去りし後』は週給2200ドル。この作品の成功により契約期間は7年に、週給は5000ドルにそれぞれ伸び、1本当たり契約金5万ドルが上乗せされる。『アパッチ砦』が契約金11万ドルだった1948年、シャーリーは「アメリカの恋人（アメリカン・スイートハート）」と呼ばれ、娘役の人気をジューン・アリソンと二分するまでになった。収入はティーン・アイドル・スターの最高額に達する。エリサベス・テイラーはまだ後ろから彼女を追う存在だった。
女優業にカムバックした1958年、テレビシリーズ2本の出演料は1話あたり10万ドル、これに歩合給として販売益の4分の1を加えることが決まった。合計41話で出演料の総計410万ドル。テレビ界の最高額であることは言うまでもない。同時期の映画女優の出演料と比べるなら、シャーリーのテレビ出演料がどれほど別格の扱いだったことか。例えば同じティーン・アイドル出身のエリザベス・テイラーの場合、撮影に足掛け4年を費やした『クレオパトラ』（1963年）により、ようやく100万ドルに達する（歩合収入含まず）。その金額はその当時、映画女優のトップでもあった。
出演料を含むシャーリーの財政状態が明かされるのは、チャールズと結婚したばかりのころである。未成年のあいだの出演料およそ320万ドル（実収入）を含む資産のほとんどは父ジョージ名義にしてあり、父が投資に失敗、資産は大きく目減りして総額81万ドルばかりが残っていた。この話題は今も多くの本やネット上の記事で大きく取り上げられるものの、子役のジャッキー・クーガン（英語：Jackie Coogan）ほか親が蓄えを使い切り無一文になった例とは、全く状況が異なる。
シャーリーは豊かだった。22歳で父から引き継いだ資産の内訳は首都ワシントン郊外に敷地約2.5エーカー（約1万2000平方メートル・東京ドームのグラウンドよりやや狭い面積）の土地と邸宅、自分名義に書き換えた預貯金と有価証券をあわせて8万9000ドル。それ以前も以後も、父から毎週75ドルほど仕送りを受けている。

### 選挙

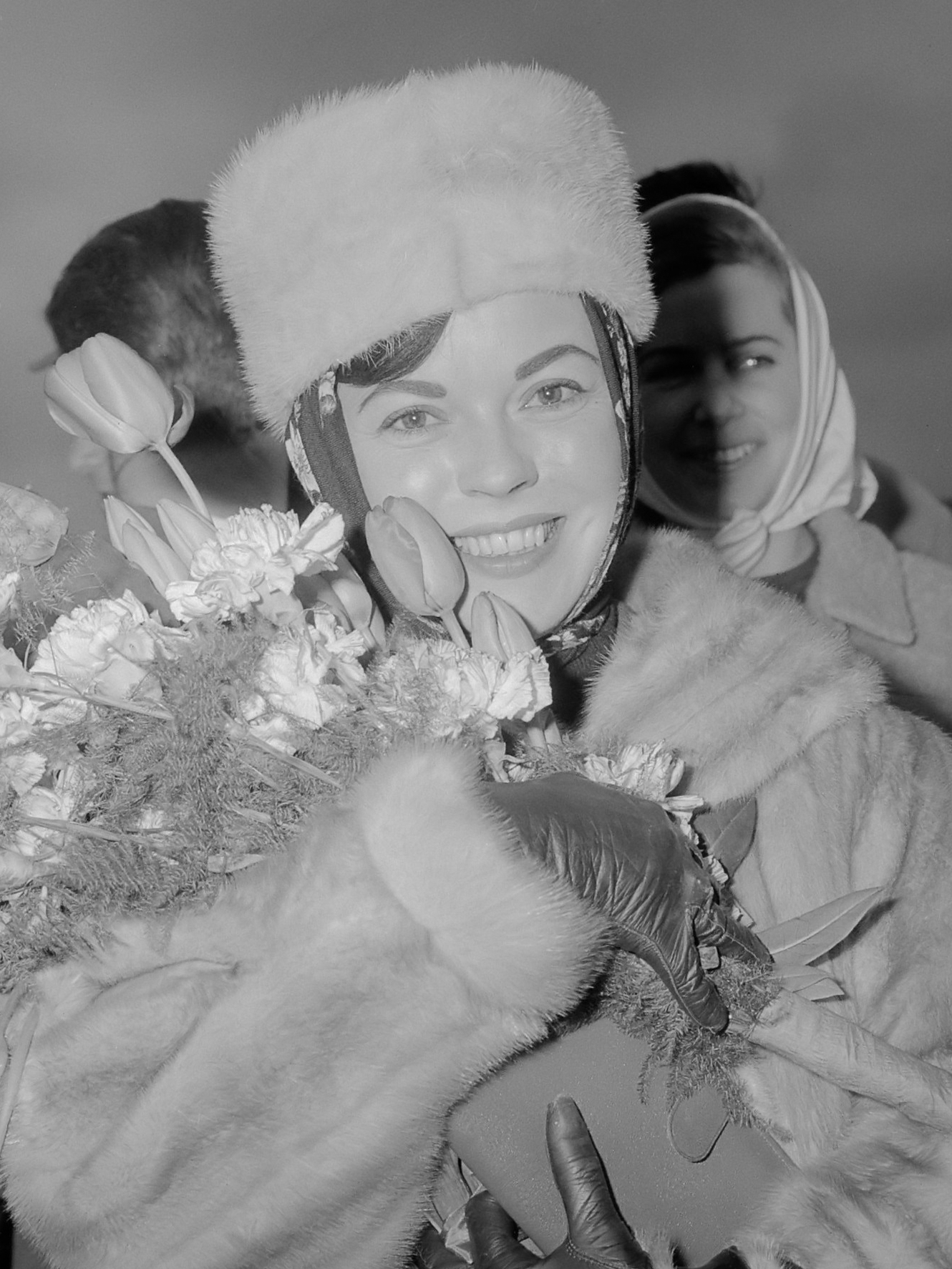
シャーリー・テンプル・ブラック　1965年

義父は世界最大の企業USスチールの重役を兼ねており、親交のあった同社の副社長に連れられてシャーリー夫妻はアメリカ最高のパワーエリートの内輪の会合に加わる。子供のときから名士たちと親交のあった彼女は、すんなりとその会にとけこんでいった。
結婚後、共和党の活動に参加、一貫して共和党中道派に属する一方で環境保護に関して熱心に活動をしたことで知られる。1967年にはドワイト・アイゼンハワー元大統領のバックアップで共和党から下院選挙に出馬するが落選。共和党が掲げたベトナム戦争の北爆続行を選挙区の有権者が嫌ったこと、彼女の立場を無所属で立候補した共和党員ピート・マクロスキー (英語 Pete McCloskey) から徹底したネガティブ・キャンペーンを受けたためである。
結果的にはマクロスキーが当選するが、彼女自身は選挙公約の第一条にベトナムからの早期の名誉ある撤退を掲げたように、戦争拡大を続ける民主党のリンドン・ジョンソン大統領に強く反対した。また減税、環境保護、ドラッグおよびポルノの規制強化を訴えている。女性の地位向上には賛成していたものの、その進展を妨げる女性解放運動の過激化には懐疑的だった。

## 外交に尽くす
外交関係の職歴はハリウッド映画界のキャリアよりもはるかに長く、1967年以後、70歳の引退(1998年)の時期まで通算30年間、外交関係の公務および非政府組織とNPOの要職に就く。
国際政治では民主主義と複数政党による自由選挙を擁護する。人権侵害に強く反対したことから第二次世界大戦中は独裁者ヒトラーとムッソリーニ、国内でそれに追随する者に対して、戦後の冷戦期はソビエトの独裁者スターリンとアメリカの信奉者に対して、相いれない立場を強めてきた。背景には第二次世界大戦後の個人的な事情もあるといわれる。住居のある地域が東ドイツに組み込まれたため、母方のドイツ系の遠縁が抑圧を受けたという。
シャーリーは東西の緊張緩和に動き、スターリンを批判したフルシチョフ首相(1958年3月27日 – 1964年10月14日)に対して好意的だった。またフルシチョフ失脚後のソビエトの強権策にも批判的で、1968年のプラハの春の時期にプラハで国際会議に出席した時の体験が理由の一つに挙げられる。民主化運動をソビエト軍の戦車が蹂躙するチェコ事件が起き、チェコスロバキア人が怒り悲しみ絶望する様子を目撃した。

### 国連代表委員
1969年から1970年にかけ、アメリカ合衆国の国連大使を補佐する6人の国連代表団に加わり1969年は首都ワシントンのメイフラワーホテルで開かれた国際連合第24回総会に出席。担当は環境、青少年、人権に関わる問題である。
これらを課題とする多くの国際会議で1970年から1974年にかけてアメリカ代表を務め、まもなく持ち前の勤勉さと人間的な魅力で「アメリカ外交の秘密兵器」といわれるほどの優秀な外交官になる。演説の原稿はすべて自分で書いており、日本の一部の情報源には国連で武力によるベトナム戦争の解決を主張したとあるものの国連で演説したのは宇宙の平和利用と環境問題と難民問題についてのみである。中華人民共和国と友好的な立場をとり国連加盟を強く主張、アメリカ政府の首脳部に公式の請願書を送るなど働きかけをした。やがて中華人民共和国の国連加盟 (1971年) と米中国交回復が実現していく。
当時アメリカと国交のなかったエジプトで会議に出席したとき、サダト大統領 (在職1971年9月2日 – 1981年10月6日) が突然現れ、自分はファンだ、彼女が主演した『ハイディ』の映画フィルムが欲しいと言った。大統領は自ら「(イスラエルとの) 平和を心から望んでいる最初のアラブの指導者だ」と述べた。シャーリーはこの発言をすぐキッシンジャー国務長官に伝え、帰国後すぐ『ハイディ』の映画フィルムを贈った。やがてアメリカとエジプトの国交回復を経て、1978年、ジミー・カーター大統領の仲立ちでイスラエルとエジプトとの和平が成立する。

### ガーナへ
その後1974年から1976年にかけて民族主義が強まる時期のアフリカの大国ガーナへ、アメリカ特命全権大使として着任する。大使の職はアメリカでは政治任用ポストとされ功なり名を遂げた政治家や財界人、高名な学者、有力官僚などの中から任命される。日本のような公務員試験はないが、議会による厳しい資格審査(上下両院の外交委員会での長時間の口頭試問を含む)を経るため任用されないままに終わる者も多い。
アメリカ史において女優から大使になった者はシャーリー・テンプルの前にも後にもおらず、そもそも当時は女性の大使さえ非常に少数だった。彼女がガーナ大使になった時にガーナ人男性の中には女性だという理由で反発する者もいたが、108人のスタッフのトップとして1日17時間働いて仕事をきちんとこなすうち、称賛が反対にとってかわった。それまでの大使とは異なり、民衆の中に飛び込みガーナ人の心を掴むよう努めた。
ガーナ大使時代のエピソードを2つ紹介する。最初のエピソードは着任直後のものである。シャーリーは深夜、大使館の庭で捨て猫が哀れっぽくニャーニャー鳴く声を聞いた。哀れに思い拾って世話をしてやろうと庭に下り、声のする方を探してまわっていると、突然、ガーナ人の庭師が血相を変えて飛び出してきて、彼女を必死に建物の中へ引き戻したという。実は、夜になると近くのジャングルから無数の毒蛇があらわれるので庭に出てはいけないことになっており、子猫の鳴き声と思ったのは猛毒のコブラが餌に襲いかかる時の威嚇音で、シャーリーは噛まれる寸前だったことになる。
2番目のエピソードは、部下の大使館員と一緒に有力部族の大酋長に会いに行った時の話である。ガーナでは相手に靴の裏を見せることは最大の侮辱とされており、決してやってはならない仕草である。ところが、部下の大使館員は話に夢中になって靴の裏がだんだんと大酋長に向き始めた。シャーリーはやきもきして部下の大使館員に身振りで、靴の裏を大酋長に向けないように合図をしていた。そちらに気を取られて大酋長の言葉にうっかりイエスと答えてしまう。じつは大酋長はその時、第三夫人にならないかと言っていた。有頂天になった大酋長に第三夫人にすることをあきらめてもらうため、シャーリーには巧みな外交的な駆け引きが必要だった。

### 女性初の儀典長
特命全権大使としてシャーリーは高い評価を受けた。ところが1976年、任期の途中でフォード大統領にワシントンへ呼び戻された。前任者の国連大使昇格に伴い、無所任大使として女性初の国務省儀典長に抜擢された(英語：Chief of Protocol of the United States)。ホワイトハウスの全ての儀式の責任者として、また同時にブレアハウス等のアメリカの迎賓館で全ての国賓の接待を取り仕切る役職に置かれた。さらに大統領が海外を訪問する時は大統領専用機で同行し、大統領の右腕として相手国との折衝をまとめた。三木武夫首相訪米の際は接待の総責任者、また1977年にはジミー・カーター大統領の就任式式典を指揮して任期を終えた。

儀典長の手腕も国務省で非常に高く評価され、現在に至るまで最も高名な米国儀典長と評価されてきた。儀典長退任の際、外交官としての功績により特に大使の称号を一生名乗ることを認められた。
1981年のレーガン政権の発足に伴い、ワシントンとパリで大統領就任式の公式祝賀舞踏会が開かれた。パリの舞踏会には夫と共に出席し大統領の名代を務めている。その年、国務省は大使養成機関であるアメリカ外交アカデミー(英語：The American Academy of Diplomacy)を創立し、初代委員のシャーリーは新任の大使とその配偶者を対象に、任地でいかに振舞うべきか、誘拐されたり大使館で爆弾が炸裂したりテロリストに脅迫されたりしたときの対処法など、1989年まで実際的な知識を伝授した。この間シャーリーの教えを受けた大使とその配偶者は146名に及ぶ。
南アフリカ共和国の人種隔離政策アパルトヘイト廃止を目指し、1986年に国務省内で様々な働きかけをし、実現に向けて多くの国際会議で演説をおこなった。これはやがて1980年代後半の国際的な反アパルトヘイトの大きな流れへとつながり、1991年にデクラーク大統領がアパルトヘイト撤廃を打ち出し、1994年、アパルトヘイトは完全に撤廃された。
1987年、これらの功績によってアメリカ史上初の名誉外交官の称号を受ける。

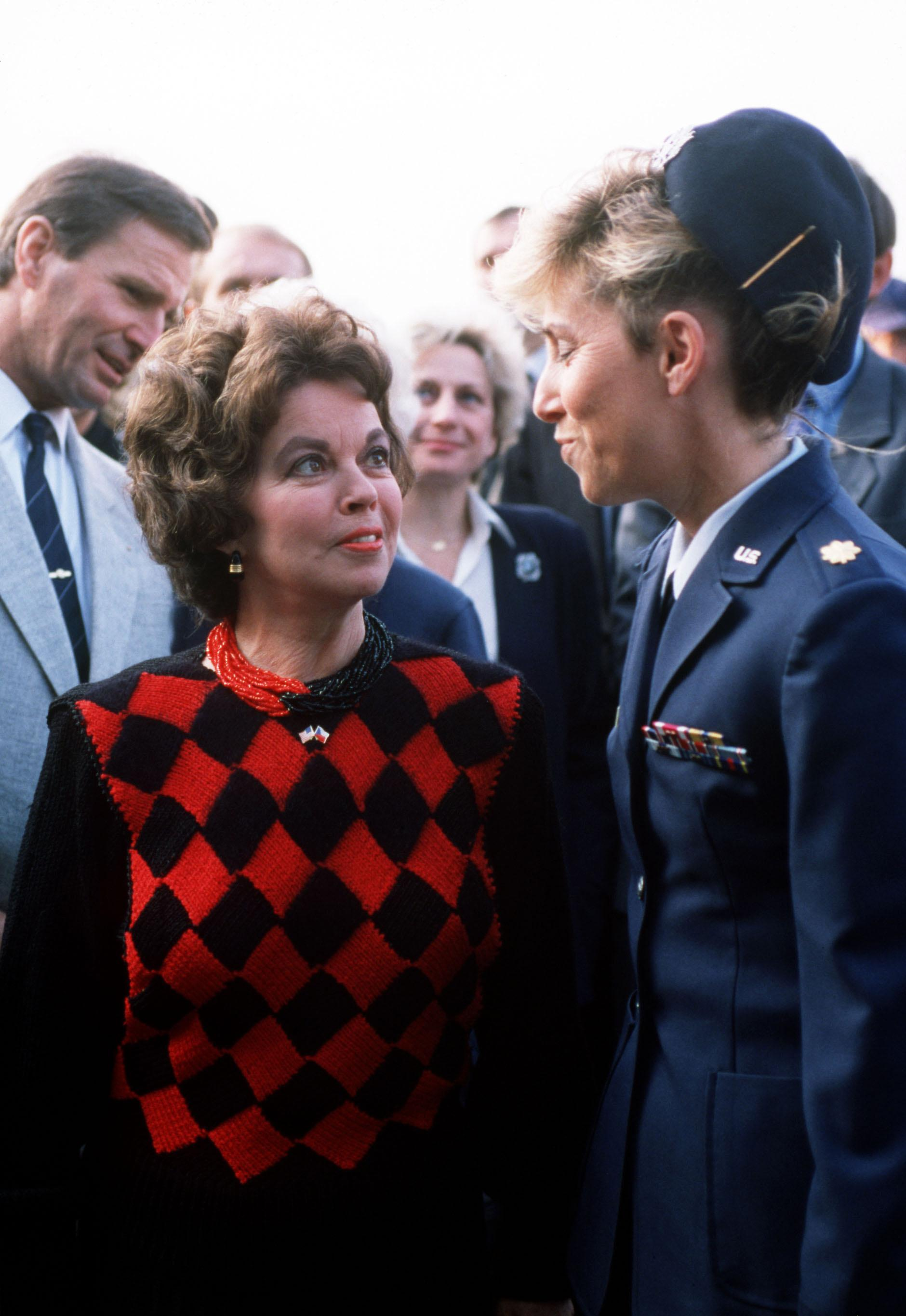
1990年、チェコスロバキア大使時代のシャーリー・テンプル(62歳)。ビロード革命後のチェコスロバキアに援助物資の医薬品を贈るため輸送部隊の責任者を出迎える。

### チェコスロバキアへ
1989年から1992年 まで特命全権大使としてチェコスロバキアに赴任。東欧諸国の体制が揺るぎ始めたことを察知したアメリカは、激変に備えて東欧諸国にそれぞれ腕利きの大使を配置した。チェコスロバキア在任中に旧東側のスターリン的体制が崩壊すると、シャーリーは民主化を支持して流血の事態が起きないように努め、いわゆるビロード革命が一滴の血も流さないまま成立した。革命後の復興にも全力を尽くして寄与する。
国立機関アメリカ航空宇宙局(NASA)は、女性の社会進出のパイオニアとしてシャーリー・テンプルの記事をホームページの教育向けサイトに掲載、「外交官としての功績は人気子役の時代より、世界のさらに多くの人々に影響を与えた」と紹介、さらに「迅速な判断、機知にあふれ、暖かく優雅な人柄により、アメリカで最も尊敬される外交官の一人となった」と記した。またケネディ・センターは外交官の功績について「アメリカだけでなく世界もシャーリー・テンプルに負うところが大きい」と結論付けている。

### 非政府組織、NPOの活動
シャーリー・テンプルは米国内外で多くの公的な委員会や非政府組織、NPO団体の委員・評議員も務める。また歴代の大統領や国務長官とともに、アメリカ外交問題の最高のシンクタンクで「影の世界政府」の異名もある外交問題評議会に所属。政治・産業・金融・メディアの各界ならびに教育界のエリートがつどう国際的な非公開会議ビルダーバーグ会議の参加者でもある (en:List of Bilderberg attendeesも参照)。初めて出席した1982年はノルウェー・ヴェストフォル県サンデフィヨルドの高級ホテルで開かれた (ビルダーバーグ会議の開催地も参照)。公職を退いた後も終生、スタンフォード大学国際問題研究所 (en:Freeman Spogli Institute for International Studies) の評議員だった。
生前に委員・評議員などについた組織や団体はつぎのとおり。
- 米国大使評議会 (en:Council of American Ambassadors)
- 外交問題評議会
- ビルダーバーグ会議
- 米国ユネスコ委員会 (United States Commission for UNESCO) [107]
- 米中友好 (en:China–United States relations)に関わる委員会
- 米国国際連合協会 (en:United Nations Association of the United States of America)
- スタンフォード大学国際問題研究所 (en:Freeman Spogli Institute for International Studies)
- 多発性硬化症世界連合の共同設立人 (MSIF、en:Multiple Sclerosis International Federation)

外交および社会貢献について、名誉学位授与や特別研究員に遇された。
- 名誉博士　サンタクララ大学、リーハイ大学 (en:Lehigh University)
- 特別研究員　ノートルダムダナムール大学 (en:Notre Dame de Namur University)
- 客員教授　イェール大学チャブ基金客員教授 (1979-80年、ガーナ特別全権大使およびアメリカ儀典長として)

### シャーリー・テンプル修正条項
女性の尊厳を傷つけ、子どもに悪影響を与えるとしてポルノに反対した。サンフランシスコ映画祭の審査員だったときにはスウェーデンからポルノを思わせる作品が出品されたので、審査員を辞任したことがある。ただし彼女は決して芸術的な価値の高いポルノまで反対しているわけではなく、あくまでも金儲けのために乱造された芸術的に無価値なポルノである。
また特に子どもの人権を侵すとして、児童ポルノの製造と販売禁止を訴えた。児童ポルノ反対運動により、『労働基準法』への「シャーリー・テンプル修正条項」（"Shirley Temple amendment" to the Wages and Hours Law）がアメリカ議会で成立した。これにより16歳以下の子どもを被写体にしたポルノの製造と販売が禁じられる。彼女の努力で、事実上それまで野放し状態だったアメリカの児童ポルノに大きな規制がかけられた。当時はアメリカのポルノ解放論者がシャーリーを強く非難したが、現在では全く影をひそめている。

## 家族とのつながり

### 病気
シャーリー・テンプルは非常に健康で精力的に活動したが、2度大病をしている。
最初は長男の出産のとき、ブラック家と非常に親しかったキンブル海軍長官の強い求めに応じて海軍病院に入院した際のこと。海軍が大佐でベテランの軍医を主治医にあてたところ、当時は誰にも分からなかったことだがその医師は進行した脳腫瘍のため正常な判断ができず、帝王切開手術後に適切な処置を受けられなかった彼女が瀕死の状態に陥る。軍は慌てて主治医を軍医総監に替え、一時は死線をさまよった彼女は数週間後に回復した。元主治医はその後まもなく脳腫瘍で亡くなる。
1972年には乳癌を手術した。当時のアメリカで主流だった全摘出手術ではなく、ヨーロッパで実験的に行われ始めた手術をしてくれるように医師を説得し、国内で初めて乳房温存手術を受ける（その後、この手術が一般的になっていく）。また自分が乳癌であるとラジオやテレビ、雑誌や新聞、タブロイド紙「デイリー・メール」 で明かした。乳癌を公にした世界初の有名人の一人となり、その例にならってベティ・フォード大統領夫人が二番目に公表する。アメリカの女性たちに検診の必要性を呼びかけ、「家にいて癌を恐れていないで、出かけて医師の診察を受けましょう」というシャーリーの言葉はよく知られている。

### 家庭生活
アメリカ航空宇宙局（NASA）が「素晴らしい家庭を築いた」と賞賛しているとおり、ブラック家は家族の絆が非常に強く、またふだんは彼女自身が家事一切を行いつつ、同時に国務省の公務や実業家としての仕事をこなした。社会的に高い地位にあっても贅沢はせず生活は質素なものの、宿泊先はセキュリティのため必ず超一流ホテルのスイート・ルームを選んでいる。現代のアメリカ人には珍しく、年老いた両親ガートルードとジョージを家に引き取ると他人の助けを借りずに自分ひとりで介護する。父ジョージは晩年、脳溢血のため身体が不自由になったため、毎食、流動食を作っては食べさせていた。
子供は3人。長女はサンフランシスコの図書館員、長男は実業家で父の会社を継いだ。次女は、ごく短期間メルヴィンズなどのロック・バンドでベースを弾き、後に写真家として活動している。孫は一人、曾孫は一人いる。
趣味はゴルフ、ガーデニング、釣り、料理など。

### 実業家
シャーリー・テンプルは財界人でもあった。1977年から1981年にわたるカーター大統領の民主党政権では政界を離れ、実業家として大企業数社の役員を務める。父ゆかりのカリフォルニア銀行、カリフォルニア銀行の親会社バンカル・トライステイツ社、ファイヤマンズ・ファンド保険会社、アメリカ最大の銀行バンク・オブ・アメリカなど金融界に加え、食品会社のデルモンテ社の他、ウォルト・ディズニー・カンパニーを含む大手企業の社外役員を歴任した。
政権が民主党のクリントン大統領(1993年-2001年)に移ると実業界に転じ、1998年の引退まで実業家として活躍する。もちまえの完璧主義は実業でも発揮した。
在野の時期に、かつて国連加盟への力添えをした中華人民共和国に招待されて公式訪問 (1977年)、歓迎を受ける。それ以後も中華人民共和国に近い立場は変わらなかった。また共和党の一部や財界が後押しして1980年の予備選に担ぎ出す動きもあったが、その誘いには乗っていない。

### 自伝
1988年に自伝 "Child Star"  を出版し、アメリカで大ベストセラーになる。自分を美化したり正当化したりせず人に非難されることも正直に書くが、人が困るような秘密の暴露は避け、どうしても必要があれば仮名を使って誰のことか分からないようにしている。これらの点で通常のハリウッドの映画俳優の回想録とは趣が異なっていた。例外は映画会社の社長や重役の放埓な性に触れた箇所だが、ユーモアに満ちた筆致で描いており内容はすでに広く知られていた事柄である。日本語版は平凡社20世紀メモリアル・シリーズに含まれ、シャーリー・テンプル・ブラック著、大社貞子訳『シャーリー・テンプル：私が育ったハリウッド』上・下巻として1992年に発行された。
著作の前半は『シャーリー・テンプル物語』(Child Star: The Shirley Temple Story 2001) としてディズニーが映像化、アメリカン・ブロードキャスティング・カンパニー(ABCネットワーク)で放映された。
自伝は続編の準備が進み、政界に入って外交官ほかを務めた年月を取上げて執筆を進めていたとされる。第1巻は3人目の子供が生まれた1954年までだった。続編は外交官時代と愛党心の強い共和党員の活躍を取上げる予定だったという。第2巻はカーター政権成立まで、第3巻でクリントン政権に変わる時期より前を取上げるつもりだったようだ。2013年に第2巻を書き終えて第3巻に取りかかり、完成したときに2冊同時に出版する予定だったと見られる。

### その後
1998年に70歳をむかえると公職を引退した。2000年に夫チャールズと思い出の地である中華人民共和国をふたたび旅行して政府の歓迎をうけ、現地で金婚式を祝った。
シャーリーは出演作のカラー化に非常に積極的であり、2004年、レジェンド・フィルムズ（Legend Films）と組んで作品を何本かカラー変換する作業を監修。多くの場合、色調は彼女の記憶に基づくもので、仕上がりにとても満足したという。なお、日本で発売される少女スター時代の映画のDVDは、もともとカラー撮影した『テンプルちゃんの小公女』を除くとすべて、オリジナルの白黒版と共にカラー加工した映像が収録されている。
夫チャールズが骨髄の癌を発症すると介護にあたるが2005年、死別。彼女自身の言葉を借りれば「おとぎ話のように幸福な」55年の結婚生活だった。
公職を退いてもスタンフォード大学国際問題研究所の評議員の仕事だけは続け、毎月一回、評議会に出席のため自宅から車で10分の同研究所に通っている。同じ評議員に、かつて国務省で上司だったシュルツ元国務長官もいた。
将来、人々にどんな風に記憶されたいかという質問に「ただ過去の人物としてではなく、実在の人物としてどう生きたかを思い出してほしい」と語った。

### 晩年
2008年4月の誕生日の前日、自宅の薄暗い部屋でつまずいて転び腕を骨折するとニュースが全国に広がった。各テレビ局は翌4月23日朝の番組でシャーリー・テンプルの80歳の誕生日を大きく取り上げると、出席する予定だった誕生日記念の集まりや特別番組はすべてキャンセルしたと伝えている。骨折は順調に回復。彼女は生前、全米テレビ3大ネットワークが定時のニュースで誕生日や骨折など日常生活を報道する、ごく限られたアメリカ国民であり続けたともいえよう。
骨折の後、ロイター通信の取材に「部屋が暗いなら電灯をつけるものよね」とユーモアを交えて応じた。
2014年2月10日月曜日、カリフォルニア州ウッドサイドの自宅にて家族に看取られ死去。85歳没。AP通信 によると遺族は広報担当者シェリル・ケイガンを通じてコメントを発表した。
「家族の目から見ても、とてもすばらしい一生だったと感じています。俳優であり外交官であり、そしてもちろん私共家族には愛すべき母、祖母、曾祖母であり、また亡くなった父チャールズ・オルデン・ブラックの最愛の妻として、精一杯生きた人でした。」

## 評価・受容

### 評価
様々な賞を授けられる。少女スターとして受けた評価は公的機関であるアメリカン・フィルム・インスティチュート（AFI）が選出した「最も偉大な俳優100選」（英語AFI's 100 Years... 100 Stars）の女優部門第18位、サンフランシスコ・クロニクル紙のまとめた「最も偉大な女優50選」13位など非常に高い。1935年に6歳で映画芸術科学アカデミーのアカデミー賞特別賞に輝き、授賞式では幼い彼女にあわせた小型のオスカーが用意されていた。50年後の1985年にアカデミーは「シャーリー・テンプルに捧ぐ(A Tribute to Shirley Temple)」として、かつての小さなトロフィーに加え通常の大きさのオスカー像を改めて授与する。映画俳優組合 (SAG) よりジーン・ケリーと共に1988年第5回全米映画俳優組合賞を受賞。
あらゆるジャンルの芸術家にとって国立機関ジョン・F・ケネディ・センターからケネディ・センター名誉賞を授かることは最も晴れがましく、彼女は1998年にビル・クリントン大統領より贈られた。映画界最高の栄誉はSAGの生涯功労賞であり、2006年歴代42番目の授賞理由 は少女スター時代の活躍に加えて外交官として平和と人権のために尽くした功績である。壇上でシャーリー・テンプル・ブラック夫人を紹介する子役女優ダコタ・ファニングと、客席のシャーリー77歳の表情をとらえた映像が公開されている。ファニングはシャーリー・テンプル人形を見せ、自分はシャーリーファンの4世代目にあたると述べた。
その他の受賞には次の各賞をふくむ。
- 生涯功労賞。文明の同盟に認められる情報メディアリテラシー団体 のアメリカ子供メディアセンター 主催。
- NBR賞貢献賞。非営利団体ナショナル・ボード・オブ・レビュー 主催。リンク切れ。
- 功労賞。非営利教育財団 (英語Freedoms Foundation) 主催、1980年2月受賞。ジェームズ・スチュアート(俳優)、ジョン・デンバー(歌手)、ユタ州上院議員ジェイク・ガーン他と同時に受賞。

テネシー大学教授パスティ・ガイ・ハモンツリーは次のように述べた。
「シャーリー・テンプル・ブラックの子役時代の映画は70年以上も世界中で魅力を発揮し続けている。その名前を聞くとたいていの人は『ええ、好きです』と答えるだろう。映画界を引退してほぼ60年、どの時代にも人々は映画の中で彼女に出会い、まるで新作映画の出演者のようにその顔と名前を心にとどめた。ふつうの子役にはありえないほど賞賛され、その名声に踊らされず成人後は堅実で満ち足りた生活を送った点は異例である。ほとんどの子役は脚光を浴びなくなると人生に適応できなくなるものの、全く振り返ることなくきっぱりと華やかなショービジネスの世界を離れた側面でも傑出している。個人的にはよき妻でありやさしい母であり、公には外交官、環境保護の擁護者、国内外の様々な委員会や評議会の委員として、また財界人として成功を重ねたのである。」

### シャーリー・ファン
母ガートルードが「シャーリー・テンプルは子供たちのもの」と1930年代に言った通り、ファンの中心は子供、特に少女たちであり、次いで母親たちが魅了される。圧倒的に女性ファンが多く世界的な社会現象にさえなった少女スターであり、世界中に様々なファン層が存在した。
最も有名なファンは政治家たち、わけても1920年代初頭のチリ大統領アルトゥーロ・アレッサンドリ・パルマ (スペイン語 Arturo Puga) であろう。大統領官邸にシャーリー・テンプルの映画フィルムをすべて揃えて毎日繰り返し見ていた。職権でシャーリーをチリ海軍の公式マスコットに任命、大統領専属のデザイナーをハリウッドに送って彼女の採寸をさせると海軍提督の正装を仕立てさせ、さらにアメリカ合衆国に外交使節団を派遣して9歳のシャーリーに贈った。

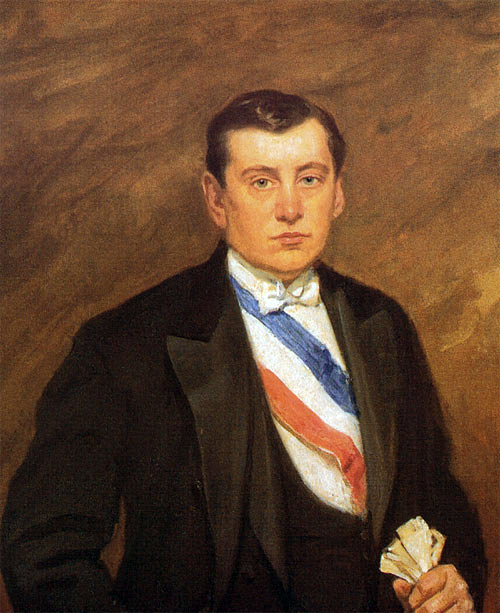
チリ大統領アルトゥーロ・アレッサンドリ・パルマの肖像画像

1950年代から1960年代にソビエト連邦の最高指導者だったフルシチョフは、テンプルの熱心なファンだった。アメリカとの雪解けが始まった1960年9月に訪米、誰に会いたいかと尋ねられるとシャーリー・テンプルと答えた。そこでサンフランシスコを訪問した際、アメリカ政府の高官に混じって32歳の彼女も首相を出迎えた。空港でフルシチョフ首相は初めて会った彼女の手を握り締め、自分の胸に押し当てると目に涙を浮かべた。ただし感極まるあまり「あんたを是非とも拉致してソビエトに連れて戻りたいものだ！」と叫んだため、シャーリーは少なからず驚いたようである。フルシチョフ失脚後の1967年、シャーリー夫妻がソビエトを訪問した際にフルシチョフに再び会いたいとソビエト当局に申し入れたものの拒否されている。
1980年代に入ると、レーガン政権のヘイグ国務長官も熱烈なファンだと公言する。マイケル・ジャクソンもファンだと言い、シャーリーと面会するとひたすら泣きじゃくっていたという。
アメリカには多くのシャーリーのファンあるいはマニアがいる。俳優のジョージ・クルーニーは女優ならシャーリー・テンプルが一番好きだと言い、ライザ・ミネリ一家も自宅の一室をシャーリー・アイテムの部屋にしてシャーリー・テンプル人形をずらりと飾るほどのファンである。女優のナタリー・ポートマンも尊敬する人物に彼女の名を挙げ、もともと自分も政治に大変興味があり女優として活躍した後に政界で働く彼女を尊敬していたという。社会には「シャーリーおたく」と呼ばれ、彼女のアイテムで家を埋め尽くしたり、出演作の登場人物になりきってコスプレをしたりする人たちが現われた。2002年、フォックステレビはオタクの取材を含む1時間番組『シャーリーマニア』 を放映、衰えない人気を証明している。

### 日本の少女文化
1935年 (昭和10年) の正月映画『可愛いマーカちゃん』が上映されて以来、出演作は日本でも大ヒットを続けて戦前戦後の少女文化に大きな影響を残した。戦前はブロマイドの売上高一位、日本でシャーリー・テンプルを知らない少女は一人もいなかったと言える。『少女の友』『少女倶楽部』『少女画報』など戦前の少女向けの雑誌に大きなインパクトを与え、広く人気を集めた蔦谷喜一の塗り絵、松本かつぢの漫画『くるくるクルミちゃん』や挿絵「くろいひとみ」他、シャーリーが出演した映画のスチル写真やブロマイドを参考にしたと考えられる絵が多数存在する。また、獅子文六の小説『悦ちゃん』に登場する主人公の柳悦子は、作中において歌手としてレコードデビューする際、シャーリー・テンプルにあやかって「日本テンプルちゃん」という芸名をつけられる。
太平洋戦争中の1942年、日本海軍は潜水艦搭載機でアメリカ本土爆撃を行い、1943年に米軍前線の士気をくじくためプロパガンダ放送を開始、東京ローズは「ロサンジェルス爆撃でシャーリーが死に日本では大喜び」と伝えた。15歳のシャーリー本人にもその話は伝わっている。
戦後のある時期まで、ミルクのみ人形などは金髪で巻き毛のものが多く、シャーリー・テンプル人形にそっくりだった。戦前、日本橋のデパート三越は1つの階をほとんどシャーリー関係の商品にあてた時期がある。シャーリーを讃える童謡「テムプルチヤン」まで作られ、さらにシャーリー自身が日本語で吹き込んだ歌は1936年、ポリドールレコードより日本限定発売、収録曲は「夕焼け小焼け」「靴が鳴る」「玩具のマーチ」「すずめの学校」の四曲である。
菓子メーカー不二家は戦前から「フランスキャラメル」という菓子を発売、外箱の絵は彼女のブロマイドの顔を参考にした。本人の了承をとったかどうかは不明。なお、メンソレータムのキャラクターであるリトルナース (ナースちゃん) の絵は、シャーリーをモデルに日本人のデザイナーが創作したと言われるものの信憑性は薄い。この絵はシャーリーに非常に似ているとしても、メンソレータム社の広告に19世紀末から、容器には1910年代から使用されている。
シャーリーテンプルは彼女の名前にちなんで1974年に創立された日本の子供服のブランド。シャーリー・テンプル本人とライセンス契約を締結したことからアメリカ合衆国以外での独占的な販売権を有していた。事業から撤退した後、諸権利は後継の会社に引き継がれている。

### 欧米の大衆文化

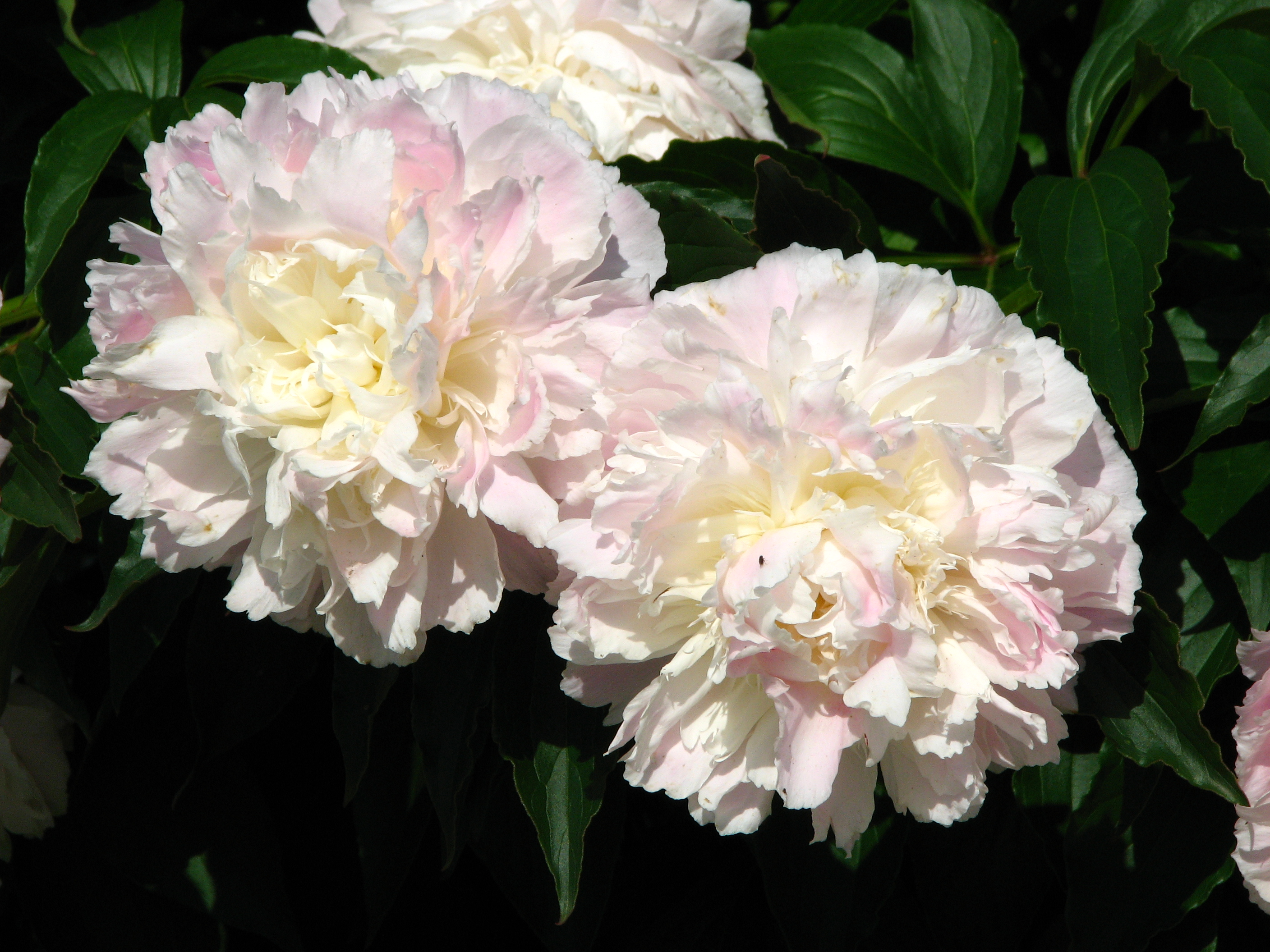
シャクヤクの品種「シャーリー・テンプル」 Paeonia lactiflora Shirley Temple。モスクワ大学植物園より

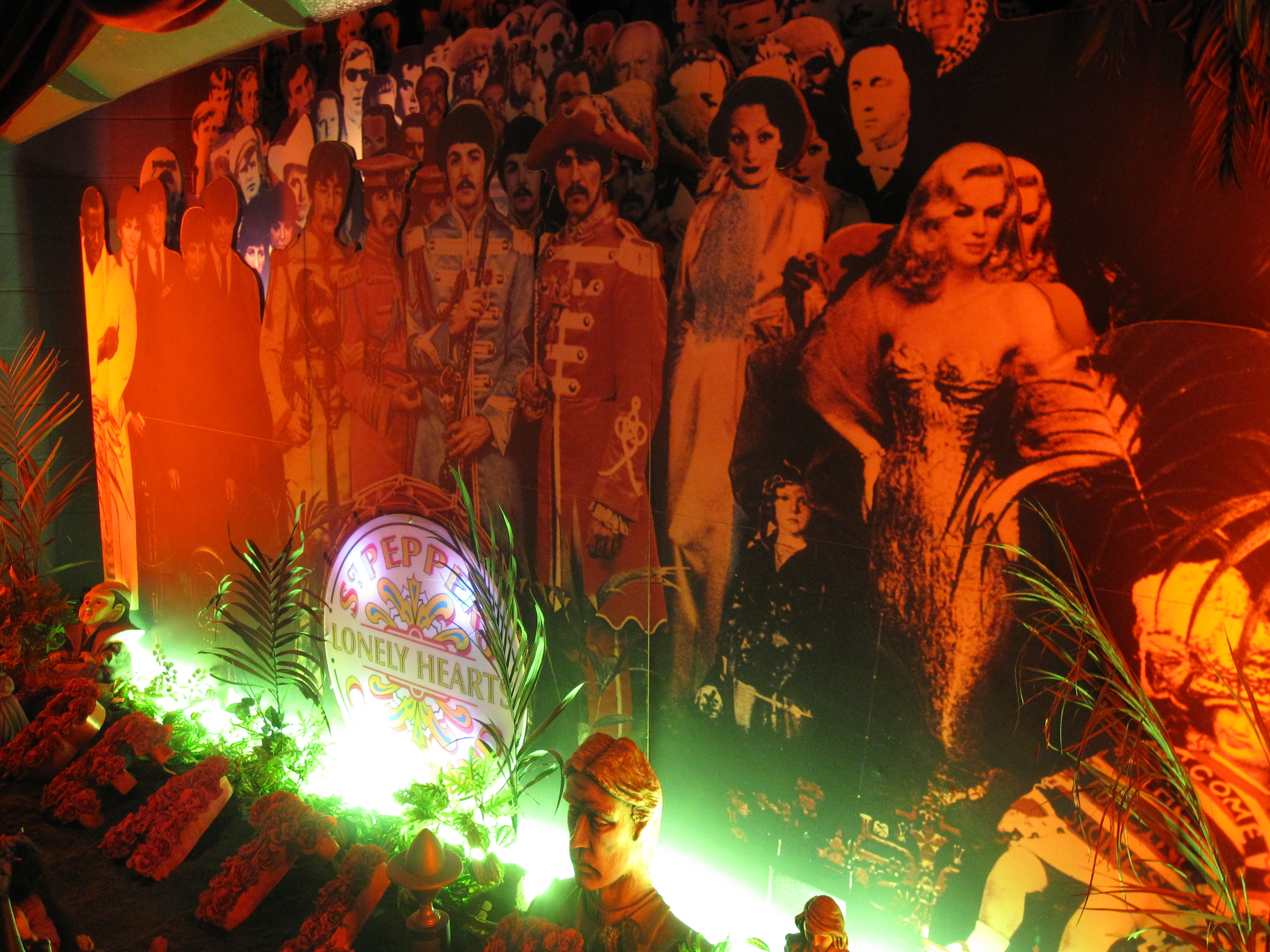
『サージェント・ペパーズ・ロンリー・ハーツ・クラブ・バンド 』のアルバムジャケット。1列目右から2番目がシャーリー

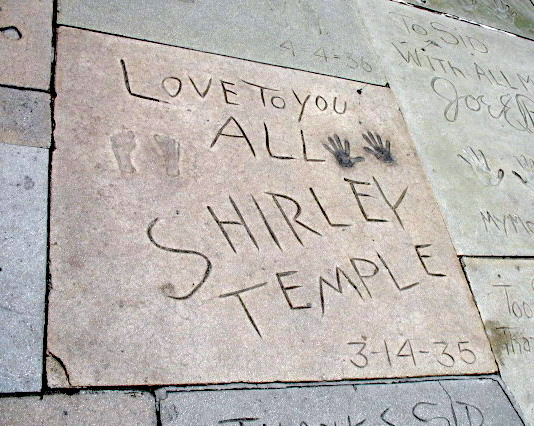
サインに添えたシャーリー・テンプルの手と足の型

欧米の児童向け文化は既に19世紀後半に成立しており、1920年代の映画界にはジャッキー・クーガンなど子役の大スターが出現、やがて1930年代に入るとシャーリー・テンプルの映画とディズニーの短編アニメがそれを大きく革新していく。この成功が1930年代と1940年代における少女スターの黄金時代を導き、ディアナ・ダービンやエリザベス・テイラー等の人気に道を開いたとも言える。
1930年代には米英で娘に「シャーリー」と名付けることが流行、女優シャーリー・マクレーンも自分の名前はシャーリー・テンプルから取ったと語っている。男性なのにシャーリーと名づけられてしまった気の毒な例もあり、また植物にもスイートピー とシャクヤクに同名の品種がある。
アイデアル社発売の「シャーリー・テンプル人形」は1930年代から数十年間にわたりヒット、初めて発売された時点の商品は2009年現在、状態さえ良ければ一体数万円から数十万円の価格帯で取引されたという。アメリカのダンバリー・ミント社 (英語Danbury Mint) が製作・販売した陶製の人形は全10種類、2009年には状態により販売価格が2000ドルを超える。eBay等ウェブ上のオークションで人形一体に百万円単位相当の入札もあった。
名前にちなんだカクテル (ノンアルコール・カクテル) は2種類、シャーリー・テンプルとシャーリー・テンプル・ブラックのどちらもソフト・ドリンクである。禁酒法が1930年代に廃止され家族づれでお酒を飲みに行く機会ができると、子供向けにこの飲み物が発案された。作り方はレモンライム・ソーダもしくはジンジャーエールにグレナデン・シロップを加えマラスキーノ・チェリーで飾る。後者のシャーリー・テンプル・ブラックはレモンライム・ソーダの代わりにコカコーラを使う。シャーリー自身は酒場で名前を勝手に使われることに違和感を覚えていたようである。
小説への影響も見られる。アメリカの小説家ジェイムズ・サーバーの短編小説に登場する主人公の中年男性はほうれん草が嫌いなのに、どこに行ってもシャーリー・テンプルのヒット曲「ほうれん草を食べなさい」が聞こえてきてヒステリーを起こす。1949年、ドイツの児童文学作家エーリッヒ・ケストナーは著書『ふたりのロッテ』 で「シャーリー・テンプルは7歳か8歳のとき自分の出た映画を映画館に見に行ったものの、幼いため入場を断られたことがある」と述べているが間違いで、そういう事実は全くない。その当時アメリカで映画館の入場制限は3歳以下であり、それより年上で入場料大人15セント・子供8セントさえ払えば誰でも鑑賞できた。出演作が劇場で初公開されたとき4歳5ヶ月だった彼女は入場できた。5歳の時には最も初期に出演した短編映画を母親と一緒に見に行き、フォックス・フィルム社にスカウトされて移籍するエピソードもある。一部の日本の情報源にはケストナーの文章を更に取り違えて、シャーリーがPG13指定の作品に出たため入場を断られたと書かれているが、これも完全な間違いである。アメリカで映画のレイティングシステムがしかれるのはベトナム戦争の時期からである。
毎年1月1日にカリフォルニア州で開かれるローズ・パレードは新年の伝統行事であることから、アメリカ全土に放送される。シャーリーは3回、その儀式長グランド・マーシャルを務めてきた。すべて開催の節目に当たる年で50回目の1939年、100回目の1989年と110回目の1999年である。記録によると、このグランド・マーシャルを複数回にわたり務めた人物としてはアイゼンハワー大統領、ニクソン大統領等がいる。
ザ・ビートルズの『サージェント・ペパーズ・ロンリー・ハーツ・クラブ・バンド』のジャケットには多くの人々が描かれ、2ヵ所に登場するのはバンドメンバーを除くと彼女しかいない。
1964年8月のカウ・パレス公演の前にビートルズと対面している。
歌を取上げるなら、アニメ映画『シュレック3』で登場人物のクッキーマンがシャーリーの主演作『輝く瞳』の劇中歌 「オン・ザ・グッド・シップ・ロリポップ」(邦題「こんぺい糖のお舟」) を歌う (『シュレック3』のDVDを参照)。TVアニメ『ザ・シンプソンズ』は過激でどぎついギャグで有名で、あるエピソードで父親のホーマーはキングコングに変身し街を破壊してまわり、劇場でシャーリー・テンプルに出会ってしばらく歌を聴く。改心するかと思いきや、突然、彼女を飲み込んでしまう (第4シーズン第4エピソード「恐怖のツリーハウス3」 (9F04))。別のエピソードではタップダンスがうまい彼女のパロディとして、タップダンス教師リトル・ヴィッキー・ヴァレンタインが登場すると最後に「オン・ザ・スペースシップ・ロリポップ」という替え歌を歌う (シャーリーの持ち歌は「オン・ザ・〈グッド・シップ〉・ロリポップ」。第11シーズン第20エピソード「スプリングフィールド最後のタップダンス」 (BABF15))。
アメリカ映画界の大スターの例にならい、6歳の1934年にハリウッドのグローマンズ・チャイニーズ・シアターの前の路面に手と足の型を残す。足型は史上初の裸足で、その原因はちょうど永久歯に生え変わる時期でもあり、折悪しく式典の途中で乳前歯がポロリと抜けてしまったからだった。多数の新聞記者とカメラマンに取り囲まれ、つめかけたファンが目をこらすなか、シャーリーはとっさの機転で口を閉じたままほほえむと靴を脱ぎ、カメラと人々の目線を足元に導いて裸足で足型を残して歯が抜けた顔を見せなかったという。ヴァイン通り1500番地のハリウッド・ウォーク・オブ・フェイムの星に「シャーリー・テンプル (映画)」という銘が刻まれた (ハリウッド・ウォーク・オブ・フェームの星の一覧も参照)。
20世紀フォックスの本社ビルが建設されたのはシャーリーのおかげで破産を免れた後であり、ビルの正面玄関に金箔を貼った少女時代のシャーリーの小さな銅像が置かれた。かつてはその前を通る社員は重役であれ誰であれ、一度立ち止まって会社を救ってくれた恩人に頭を下げる慣わしだったという。その後、ビルは老朽化により取り壊されたものの、スタジオの庭には今も初代より大きな2代目の銅像が立つ。また同社の社内託児センターはシャーリー・テンプル託児センターと命名された。

## グレアム・グリーン事件
1930年代のヨーロッパでは、シャーリー・テンプルについて大衆向きのタブロイド紙が様々な珍妙な記事を書きたてた。イギリスでは、実は30歳で7歳の子供がいると書く。つるっぱげでカツラをかぶっているという記事がフランスのタブロイド紙に載った。あるいはまた、母親がすごいステージ・ママだったせいでノイローゼになっていると記したものもある。当然、今となってはそういう内容を真に受け取る人はいない。
1937年にイギリスの高名な作家グレアム・グリーンは編集する雑誌『ナイト・アンド・デイ』に、家族向けの映画『テンプルの軍使』を見た中年男性の観客が9歳のシャーリー・テンプルに欲情をそそられるという趣旨の批評を書く。結果、イギリス世論の怒りを買い20世紀フォックスから告訴され、敗訴して雑誌は廃刊。(ただし廃刊は敗訴三か月前のことで、原因は資金繰りの失敗であって実は裁判とは関連が薄いという)。これをきっかけに彼は映画評論の仕事を絞り、以後は小説に集中していく。
『テンプルの軍使』は主に子供を対象にした健全な「家族向け」の作品であり、またシャーリー・テンプルはアメリカでもっとも品の良い少女スターと認められていたことから、グリーンの批評は非常に奇異なものとして受けとめられた。1930年代の欧米では一般にタブロイド紙の「子役のシャーリー・テンプルは実は30歳で7歳の子持ち」という記事を彼がうのみにして、勇み足をしたものと理解された。
その後1990年、晩年にグリーンのロリータ・コンプレックスが明かされると様相が一変する。伝記作家マイクル・シェリダンによれば、趣味を疑わせるものはすでにいくつかあったという。家族向け映画『テンプルの燈台守』に登場する、肌に張り付くズボンをはく8歳のシャーリー・テンプルはセクシーだと書き、『オズの魔法使』のジュディ・ガーランドの足は「心地よい」とも記した。小説『権力と栄光』に官能的な7歳の少女を登場させ、またウラジミール・ナボコフの『ロリータ』の擁護者としても知られている。死の少し前、高名な歴史家レイモンド・カーがエッセイ新聞『スペクテーター』に載せた記事からグリーンがハイチに出かけては児童買春をしていたと暴かれて少女愛疑惑は決定的になる。あるいはまた小説家フランシス・キングの、リゾート地ブライトンで幼い少女を求めていたとする証言もあった。グリーンは訴えられた後、イギリスと犯罪者引渡し条約がないメキシコに逃亡している。民事訴訟に対する反応にしては過剰ともいえ、少女買春が発覚して刑事事件に発展することを恐れたと考えれば納得がいく。
現在この『テンプルの軍使』や『テンプルの燈台守』への批評は、著者のロリコン趣味を表したものだと考えられ、シェリダンはグリーンのこれらの批評について童女の「臀部」に思いをめぐらせた「奇妙きてれつさ」を示している。ただしグリーンの指摘が一般的に正しかったかどうかと、本人がどういう人間だったかとは全く別の問題という反論も可能である。詳しくは人身攻撃の項を参照。